# 哈利·波特中的地点
这列表列出了出現在《哈利·波特》作品系列中的地點。

## 住宅

### 洞穴屋
洞穴屋（英語：The Burrow）── 衛斯理家族的住處，位於英國德文郡奧特河沿岸的奧特里聖卡奇波爾村莊外，那裡也在露娜·羅古德、西追·迪哥里及茉莉·衛斯理娘家的住所附近。在中，洞穴屋被描述為一個增加了額外房間的豬圈。每當一個新生孩子出生時，茉莉和亞瑟都會在該房子上增加了一個額外的房間，最終使該房子樓高七層，破舊得只能靠著魔法勉強維持屹立不倒。儘管房子的外觀破舊，然而哈利在首次到訪時表示那是他曾經到訪過最好的房子，並成為了世界上第二個他最喜歡的地方（僅次於霍格華茲），及後他更曾經在那裡居住。該房子的前門外是一堆亂七八糟的威靈頓靴子和一個生鏽的老舊大釜。洞穴屋附近有一個隱秘的果園，那裡兼作衛斯理家男孩與金妮·衛斯理的魁地奇雙打練習場。洞穴屋的花園裡長滿許多雜草，大量的花園地精（gnomes）居住並出沒於那裡。那裡還有一個小機庫，亞瑟·衛斯理會把它用作他帶回家的麻瓜物品的工作坊（這讓衛斯理太太十分懊惱）。隨著霍格華茲校長阿不思·鄧不利多於1997年去世後，以及用作保護古里某街12號的鳳凰會總部的赤膽忠心咒（Fidelius Charm）於中被毀，於是眾人妥協以衛斯理家的洞穴屋作為鳳凰會的臨時總部，直到其失去被給予的保護。

洞穴屋裡的廚房非常狹小並且相當擁擠，中間擺放了一張整潔的木桌和幾張木椅。牆壁上的大鐘上沒有數字，只在邊緣上寫滿諸如「在路上」，「泡茶時間」、「餵雞時間」和「你遲到了」的字樣，而多根指針則全部代表著其家庭成員。在中，該大鐘的全部指針都指向位置在12時的「致命危險」（雖然有時指針會移到其他位置，但不久後會移回「致命危險」）。壁架上放著三疊厚厚的書，大多都是《對你的乳酪下符咒》、《烘焙的魔法》和《一分鐘宴會大餐——這是魔法》之類的書本。

### 高錐客洞

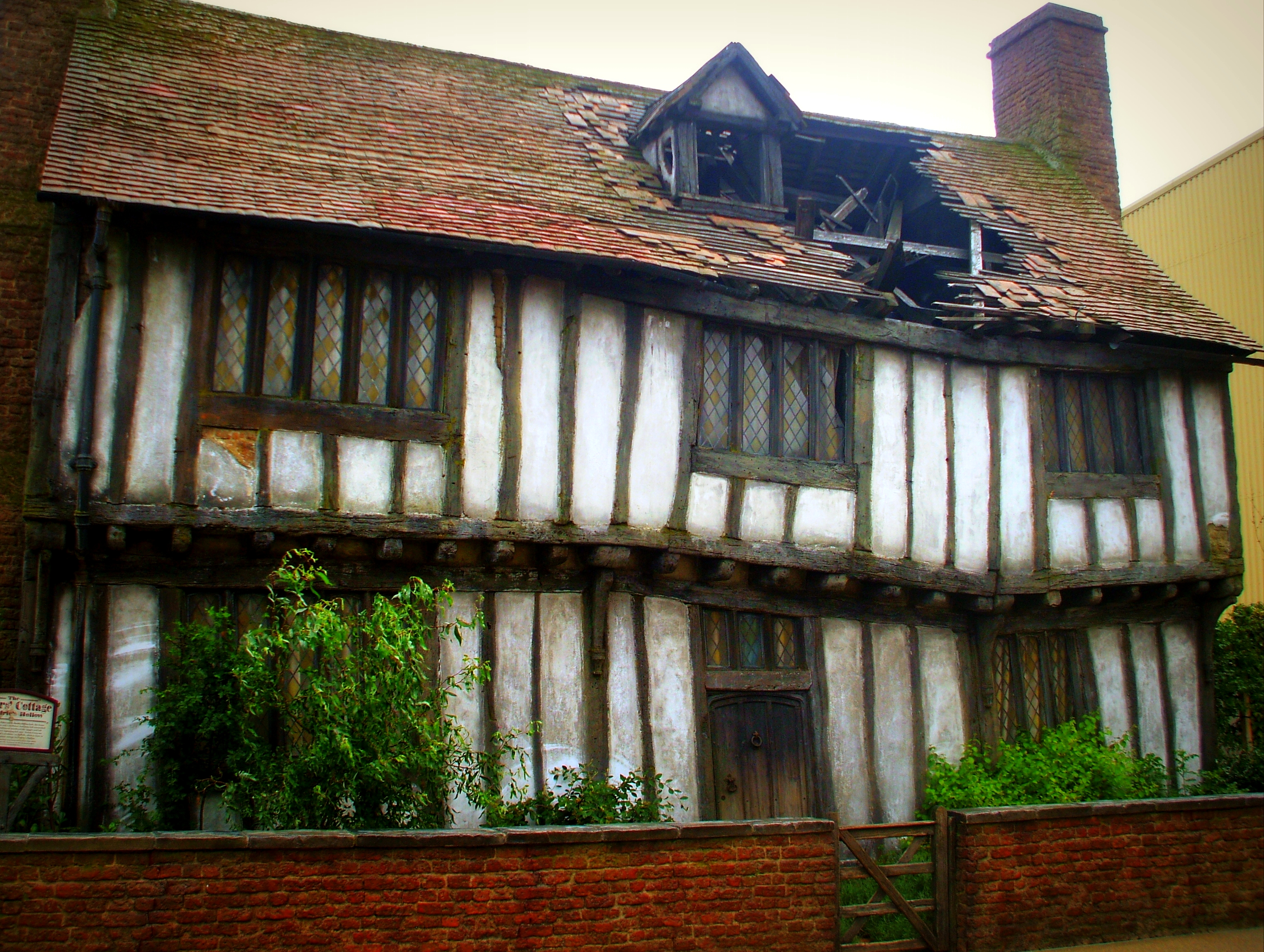
波特一家位於高錐客洞的居所，攝於倫敦華納兄弟利維斯登工作室（Warner Bros. Studios, Leavesden）。

高錐客洞（英語：Godric's Hollow）是一個虛構的村莊，舊日稱作高錐客山谷，小說中的位置是位於英國的西郊，值得注意的是，高錐客洞跟奧特里聖凱奇波（Ottery St. Catchpole）及錫特沃斯（Tinworth）同樣是個魔法社區。該村莊是哈利父親的家鄉，那裡也是詹姆·波特與莉莉·波特和他們年幼的兒子哈利的家，二人最後藏身於那裡並且被佛地魔殺害的地方，此處也是二人的初生兒子哈利·波特留下了他的閃電狀疤痕的地方。
高錐客洞是已故的霍格華茲的創辦人之一的高錐客·葛來分多（Godric Gryffindor）的故鄉，該村莊也因此以其名字命名。哈利·波特於裡有意去看望其父母的墓地，他與妙麗·格蘭傑陪同一起回到高錐客洞時，他發現高錐客洞的教堂墓地是許多巫師界人物的安息之地，當中包括漢娜·艾寶（Hannah Abbott）的家族成員，以及最著名的伊諾特·皮福雷（Ignoramus Peverell）和波特家族。其他村裡著名的居民包括魁地奇金探子的發明者鮑曼·賴特（Bowman Wright），和《魔法史》一書的作者芭蒂達·巴沙特（Bathilda Bagshot）。
在高錐客洞的廣場中心樹立了一座由魔法組成的戰爭紀念碑，以紀念詹姆·波特、莉莉·波特與哈利·波特一家人，每當巫師或女巫接近它而他們身邊沒有麻瓜陪同在一起時，該紀念碑便會出現，而麻瓜則是看不見該紀念碑。哈利舊居的殘骸（被佛地魔襲擊後留下來的那樣）則位於大街的盡處。
阿不思·鄧不利多的母親肯德拉·鄧不利多（Kendra Dumbledore）在其丈夫博知維·鄧不利多（Percival Dumbledore）因三名麻瓜男孩對其女兒亞蕊安娜·鄧不利多（Ariana Dumbledore）的欺負行為而作出詛咒攻擊，肯德拉在他被捕並判處入獄後把鄧不利多一家搬到了高錐客洞。正是在那裡，芭蒂達·巴沙特把阿不思·鄧不利多介紹給其姪孫蓋勒·葛林戴華德認識。
在《死神的聖物》中，哈利與妙麗在高錐客洞被佛地魔的蛇妖娜吉妮（佛地魔的分靈體之一）攻擊，牠打扮成芭蒂達·巴沙特的模樣，導致哈利的魔杖意外被毀。羅琳在接受BBC兒童《Newsround》的訪問中含蓄地證實了「高錐客·葛來分多」與「高錐客洞」之間的關係。在該系列小說的最後一輯──《死神的聖物》中，妙麗·格蘭傑也毋庸置疑地道出了這個關聯。

### 小漢果頓
小漢果頓（英語：Little Hangleton）是個虛構的麻瓜村莊，以佛地魔的父系及母系祖先的起源地而著稱，也是佛地魔於中恢復其身體形態的地方。雖然這個村莊於該系列的第四輯才首次出現，然而直至第六輯電影才被描述。
這個村莊位於山谷的底部，四周以陡峭的山脈為界，跟大漢果頓（英語：Great Hangleton）的定居點相距不遠。山谷一側的村莊上方有一座教堂、一個墓園和瑞斗府（Riddle House），那是貴族家庭瑞斗的前莊園，那曾是村裡最好的房子。學生時代的湯姆·瑞斗，他於瑞斗府內把自己的父親及祖父母殺害。瑞斗府於《火盃的考驗》裡開首時首次出現，那是瑞斗府的老園丁法蘭克·布萊斯（Frank Bryce）被謀殺之地；在哈利波特系列的這個年代，它已破舊得被藤蔓覆蓋著，並且被認為是富豪基於稅務目的而持有，儘管這實際上是防止它被出售或拆除。
在山谷的另一邊，唯一的住所似乎是一間破舊的平房，那是屬於純血家族──薩拉札‧史萊哲林的反社會後裔──剛特家族（The Gaunts）。剛特家族的小屋坐落於爬出山谷後沿著蜿蜒道路旁的一片小灌木林中。在《火盃的考驗》裡，佛地魔跟哈利·波特就是於小漢果頓的墓地裡對戰。

### 小惠因區

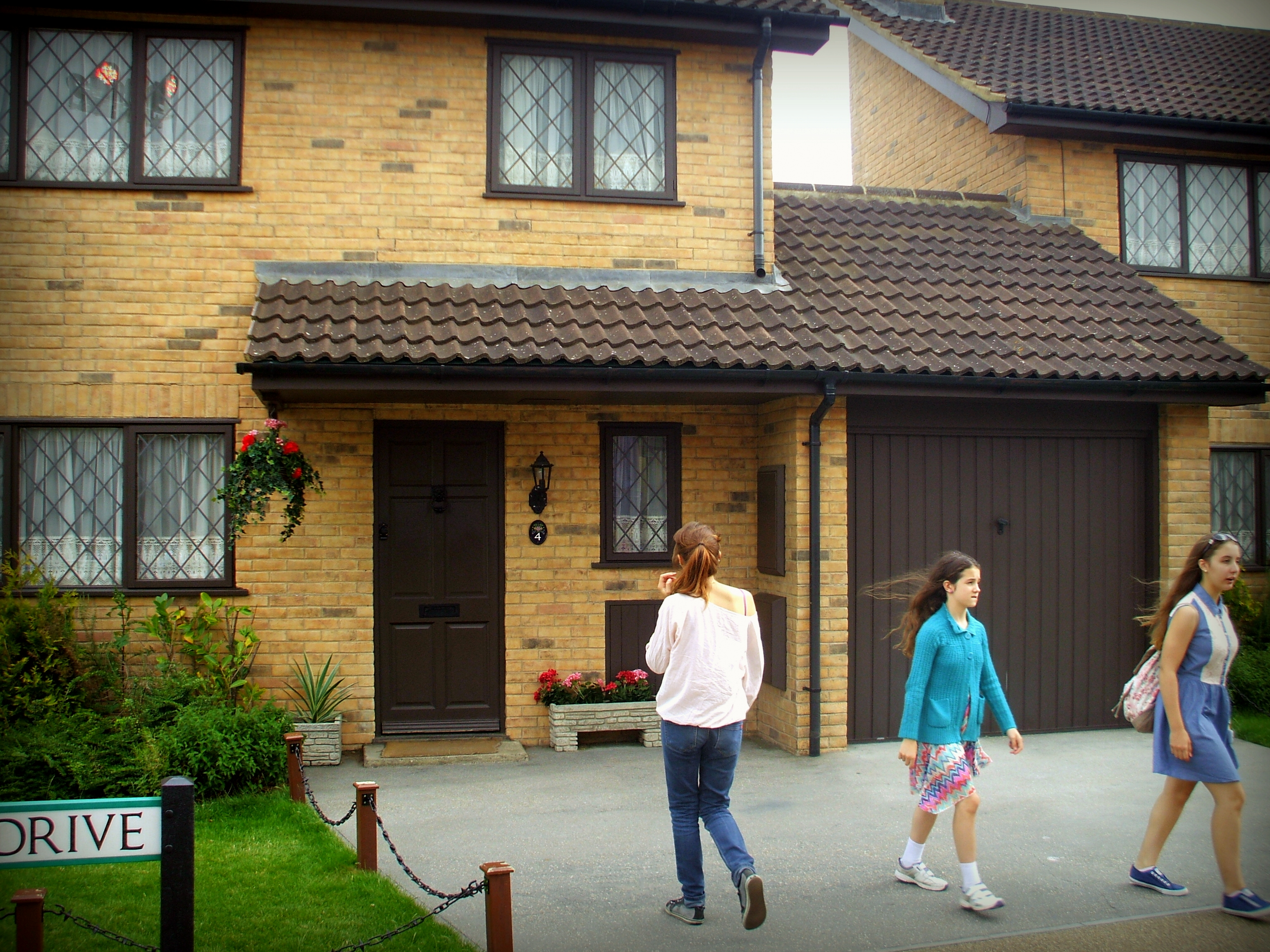
小惠因區水蠟樹街4號。

小惠因區（英語：Little Whinging）是英國倫敦以南，位於薩里郡的一個虛構的城鎮。美國小說家和學者艾莉森·盧裡在《紐約書評》中指出，小惠因區這個名稱是「美國讀者可能聽不懂的笑話：我們會把那地方稱為『小嗚嗚（Little Whining）』。」

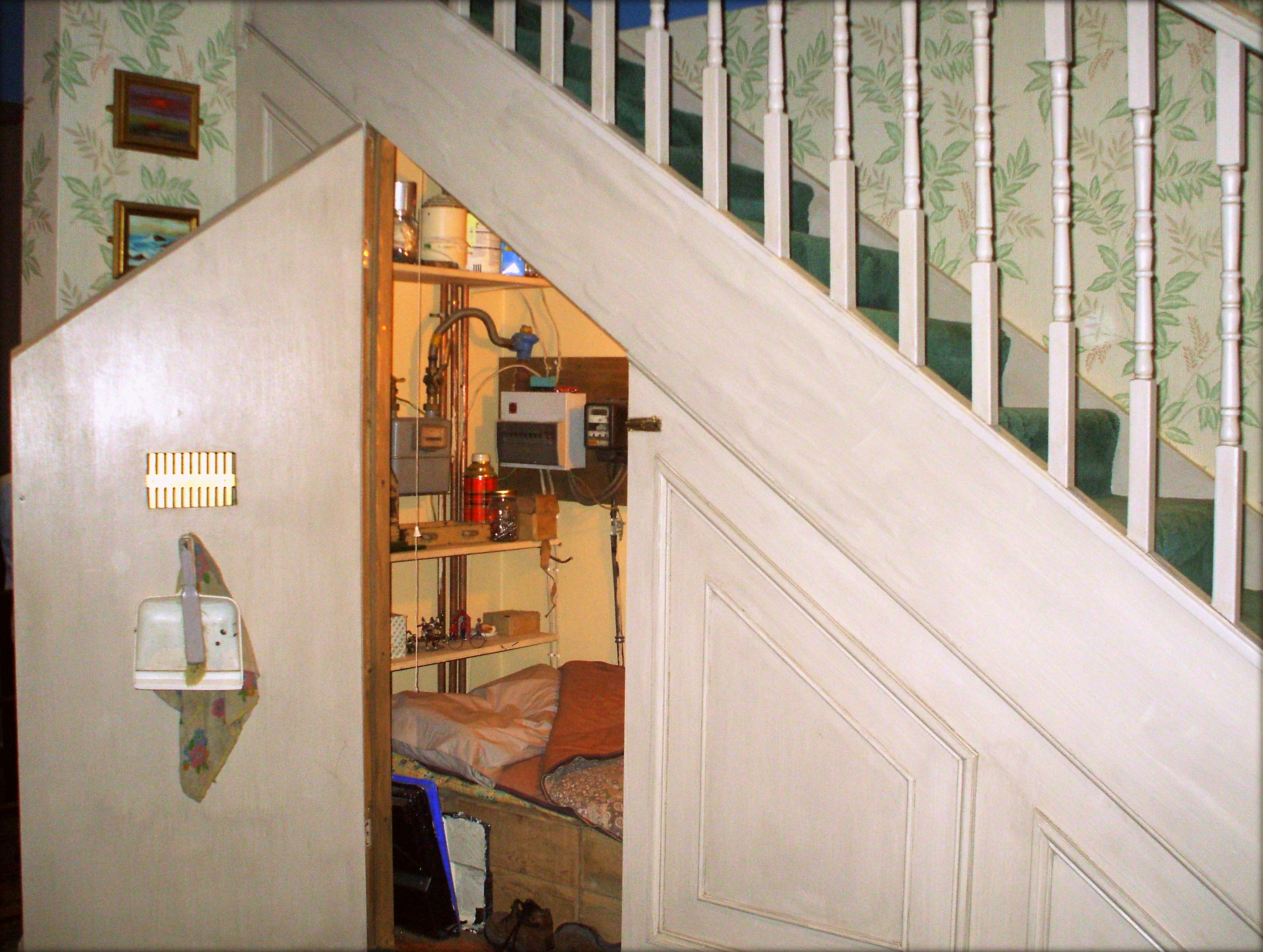
哈利·波特的房間。

小惠因區水蠟樹街4號是德思禮一家（The Dursleys）的住處，哈利自15個月大便跟他的佩妮姨媽、威農姨丈和表弟達力在那裡居住，在此之前他與父母住在高錐客洞；然而，自從他開始於霍格華茲就讀後，他待在那裡的時間並不多，儘管他在暑假期間很不情願地回去度假。眾所周知，水蠟樹街4號住所的樓上有四個睡房，樓下則至少有一個浴室、一個廚房、一個客廳，以及樓下的一個溫室（除了樓梯底櫥櫃下擺放雜物的房間）。
這街道的名稱所指的是包圍許多郊區花園的樹籬，這正如羅琳喜歡圍籬的想法一樣。在小說和電影中，德思禮的家位於一個體面而沉悶無聊的街區，鄰居們排斥哈利，哈利也鄙視小惠因區，因為他記得自己在那裡遭受到的殘酷待遇。小說中德思禮一家的鄰居──費太太就住在相隔水蠟樹街4號兩條街道的距離（電影中的馬路對面），由於她是鳳凰會的爆竹成員，鄧不利多安排她於小惠因區看顧著年幼的哈利。在中，鄧不利多透露了哈利必須每年至少回去一次的原因，那是因為哈利的母親在犧牲自己的性命來救他的時候所給予他的保護。這一舉動讓「古老的魔法」發揮了作用，這意味著只要哈利跟其母親的血脈（這就是他的佩妮姨媽）一起生活的話，他就永遠不會受到傷害；這種魔法於哈利17歲之前不會失效。
中水蠟樹街的拍攝地點實際上是位於倫敦以西25英里（40公里）伯克郡布拉克內爾的一個稱為「12 Picket Post Close」的真實市區進行拍攝。對於隨後在水蠟樹街拍攝的所有電影場景，拍攝都是在華納兄弟利維斯登工作室的一個搭建（複製了12 Picket Post Close）的佈景上進行，事實證明這比外景拍攝更便宜。這個站立的佈景在哈利波特系列電影長達十年的拍攝歷史裡一直在當中使用，並且在Google地圖的工作室鳥瞰圖中仍然可見。它跟其他《哈利波特》的佈景與道具座落於同一個位置。

### 馬份莊園
馬份莊園（英語：Malfoy Manor）是貴族家庭馬份的大宅，包括：魯休思·馬份、水仙·馬份和他們的兒子跩哥·馬份，後來還包括了水仙的姐姐──貝拉·雷斯壯。第五部小說中提到，莊園位於英國威爾特郡的某個地方。馬份家的一切家務都由家庭小精靈多比照料，直至哈利使計誘騙魯休思·馬份把多比釋放。該莊園被認為是巫師世界中最富有的房產之一。
在《消失的密室》中，跩哥曾透露於莊園的客廳下有他們自己的密室，那是用於當魔法部突擊搜查莊園時，它被用作隱藏具價值的黑魔法人工製品；佛地魔在中至少一次利用馬份莊園來作為大本營。正如佛地魔本人所說，馬份家三人似乎對他們的莊園被這樣使用感到不滿，只有貝拉·雷斯壯為他在那裡似乎感到很高興。馬份一家於自己家中被囚禁，並對自己的性命安全感到非常真實的恐懼。在《死神的聖物》期間，幾個被囚的人按照佛地魔的命令被關押於地下室，包括：露娜·羅古德、丁·湯瑪斯、古靈閣銀行的拉環，以及魔杖製作師及魔杖店主奧利凡德先生。當死拿錢把哈利、榮恩和妙麗抓住後，把他們帶到馬份莊園。哈利一行人跟食死人對戰，在家庭小精靈多比的幫助下，他們與一眾被囚的人逃了出去。馬份家的四人隨後被佛地魔軟禁，直至後來他們跟其他食死人一起參與霍格華茲大戰。
馬份莊園的靈感來自德比郡的克域莊園（Hardwick Hall），並且部分場景於那裡拍攝，那是一所英國鄉村別墅，現由國家名勝古蹟信託管理。

### 古里某街12號
倫敦的古里某街12號（英語：No.12, Grimmauld Place），是古老且純血巫師家族布萊克的住址，其雙關語為「陰森的老地方」。這個地方於第五集裡首次出現，其建築結構是一座佐治時代建築的聯排屋。
12號大宅的房間牆壁上有著布萊克家族譜系圖的掛毯，以及天狼星·布萊克的母親──沃布爾加·布萊克（Walburga Black）的一幅迷人的肖像。那裡有一隻古老及深度瘋狂的家庭小精靈怪角，牠十分忠於布萊克夫人的肖像。大宅中還有其他布萊克家族成員的肖像，包括曾經是布萊克家族之首的非尼呀·耐吉·布萊克（Phineas Nigellus Black），他也是霍格華茲裡最不受歡迎的校長。大宅內的樓梯排列著被斬首的前家庭小精靈頭顱，有些則被鑲嵌於牆壁上。
那裡採取了許多安全措施：那裡被施放了反現影術咒語（Anti-Apparition Charm），而且那個地點是不能被定位，也不能在地圖上找到；整座房子都受到赤膽忠心咒（fidelius charm）的保護，能夠阻擋其他闖入者及偽裝成麻瓜的人。在第七部小說中，值得注意的是，他們的鄰居很久以前達成一項協議，11號的房子能夠一直延伸至13號房子。那裡跟任何魔法住宅一樣安全，並且可以容納大量的人。天狼星基於這個原因而願意把它借給鳳凰會，後來獲選為鳳凰會重組後的總部。只有具魔法能力的人才能看到它，而且只有守密人（Secret Keeper）本人才能告訴別人得知該位置。該大宅甚至免受由政變後的魔法部所強加的禁忌咒（Taboo）影響，這是眾所周知的，因為妙麗·格蘭傑在大宅內至少一次提到佛地魔的名字。
在天狼星·布萊克被監禁於阿茲卡班監獄的12年間，這座房子變得年久失修，隨著他於越獄後於第五部小說中回到家中，他發現那裡現在是一片陰森的廢墟，到處滿佈灰塵、腐爛、魔法生物和各種危險，是個令人不快的居所。在小說的進程中，哈利、榮恩、妙麗和鳳凰會的各成員逐漸將其恢復至適宜居住的狀態。在中，哈利於天狼星去世後根據其遺囑而繼承了該大宅，儘管他後來將該大宅捐贈予鳳凰會（不希望天狼星認為自己被困的地方有任何關係，以及這個地方於他去世前毫無用處）。
在中，該處成為了哈利、榮恩和妙麗隱藏躲避佛地魔的避難所。當三人試圖透過消影術逃離魔法部時，妙麗於運用消影術的過程中不小心被科班·牙克厲抓住，並跟隨他們一起被送到古里某街12號的布萊克大宅。這打破了大宅的赤膽忠心咒，讓佛地魔的食死人大軍得悉其位置，迫使哈利跟他的朋友們放棄使用它。
古里某街12號的外觀是攝於倫敦的克萊爾蒙特廣場。

### 貝殼居

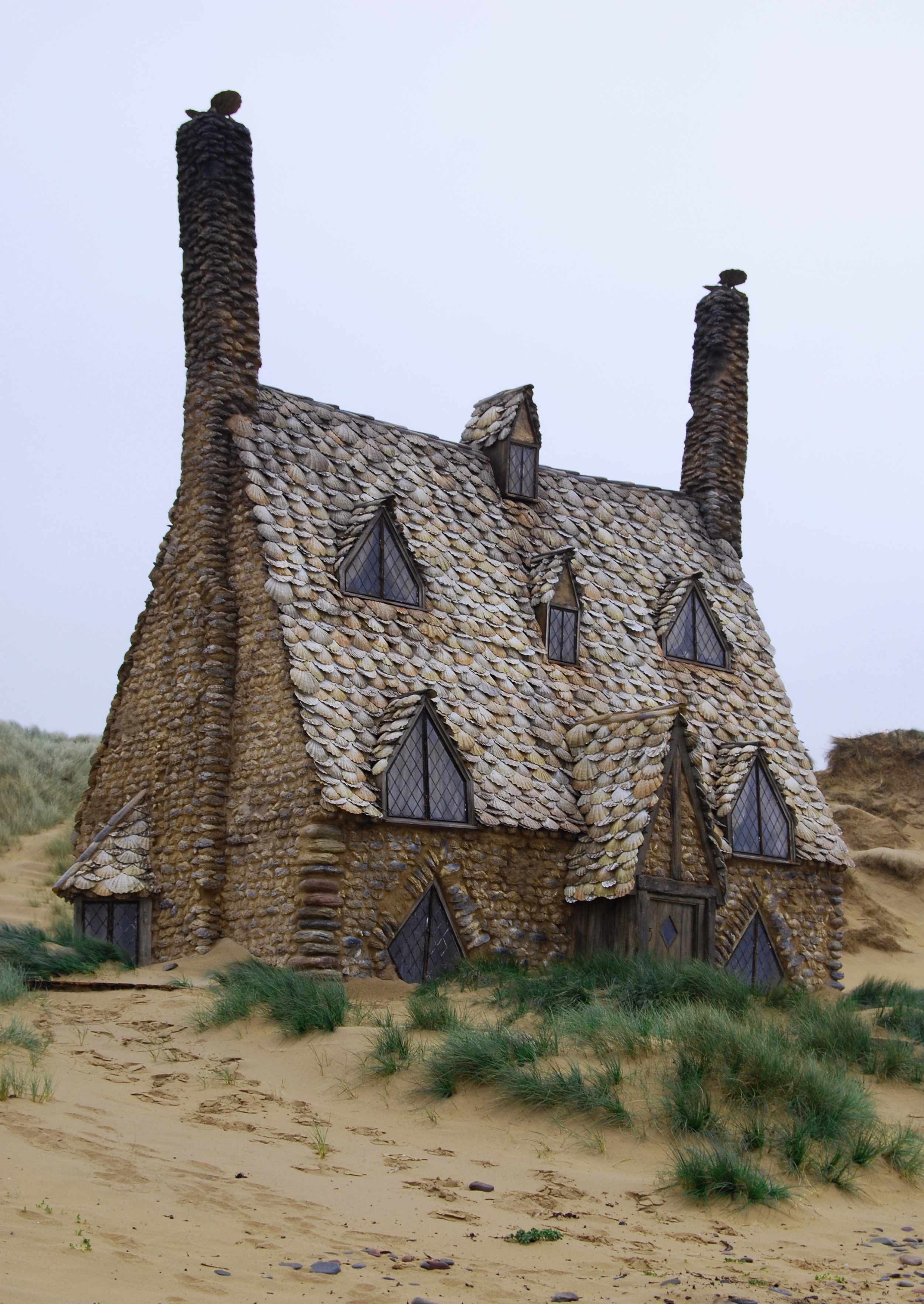
《死神的聖物》中的貝殼居。

貝殼居（英語：Shell Cottage）是比爾·衛斯理與花兒·戴樂古於《死神的聖物》中婚後的居所。該建築物實際位於俯瞰康沃爾郡錫特沃斯村（village of Tinworth）外的海灘，而外景則取景於威爾斯彭布羅克郡的彭布羅克郡海岸線國家公園的清水西海灘。該處是哈利、榮恩、妙麗、露娜、丁·湯瑪斯、奧利凡德先生和拉環等人在家庭小精靈多比的幫助下利用消影術設法從馬份莊園的禁錮中逃脫之後所到的地方。眾人於貝殼居現影及躲藏。
家庭小精靈多比在協助眾人脫險後犧牲，哈利、妙麗及榮恩以人類的方式把他埋葬於貝殼居不遠處的花園中，墓碑上寫著「多比，一位自由的家庭小精靈，在此長眠」。在霍格華茲大戰中，比爾本人成為了貝殼居的守密人（Secret Keeper）。

### 紡紗街
紡紗街（英語：Spinner's End）是麻瓜的街道名稱，賽佛勒斯·石內卜的老家座落於此。它被描述為幾條相同的磚房街道之一。這條街道靠近一條骯髒的河流，河岸上到處都是垃圾，附近有一座高聳煙囪的磨坊，依其周邊環境的描述來看，這裡很可能就是賽佛勒斯·石內卜成長的地方，從而讓這個地方成為像科克沃斯（Cokeworth）一樣的虛構小鎮。
石內卜家的前門打開就能直接通往客廳，那裡感覺就像一個黑暗陰沉，破爛的傢俱、有軟墊牢房的感覺，牆壁上擺滿書籍，還有一盞從天花板上垂下來昏暗的燭光吊燈。屋內有一扇隱藏的門，通向一條狹窄的樓梯。
紡紗街首次於中出現，當時貝拉·雷斯壯與水仙·馬份到訪石內卜的家。中透露，石內卜小時候就住在那裡，跟莉莉·波特及佩妮·德思禮就住在同一個小鎮上。

## 斜角巷
斜角巷是位於倫敦的一條虛構的高街，巫師及女巫能夠藉此進入巫師世界。它是一個魔法世界的經濟樞紐，但該地方是從麻瓜世界中隱藏。然而，若麻瓜由懂得魔法的人陪同，或是需要陪同他們麻瓜出身孩子的話，他們就會獲允許進入。巫師或女巫所需的一切魔法用品都很有可能於斜角巷內找到。

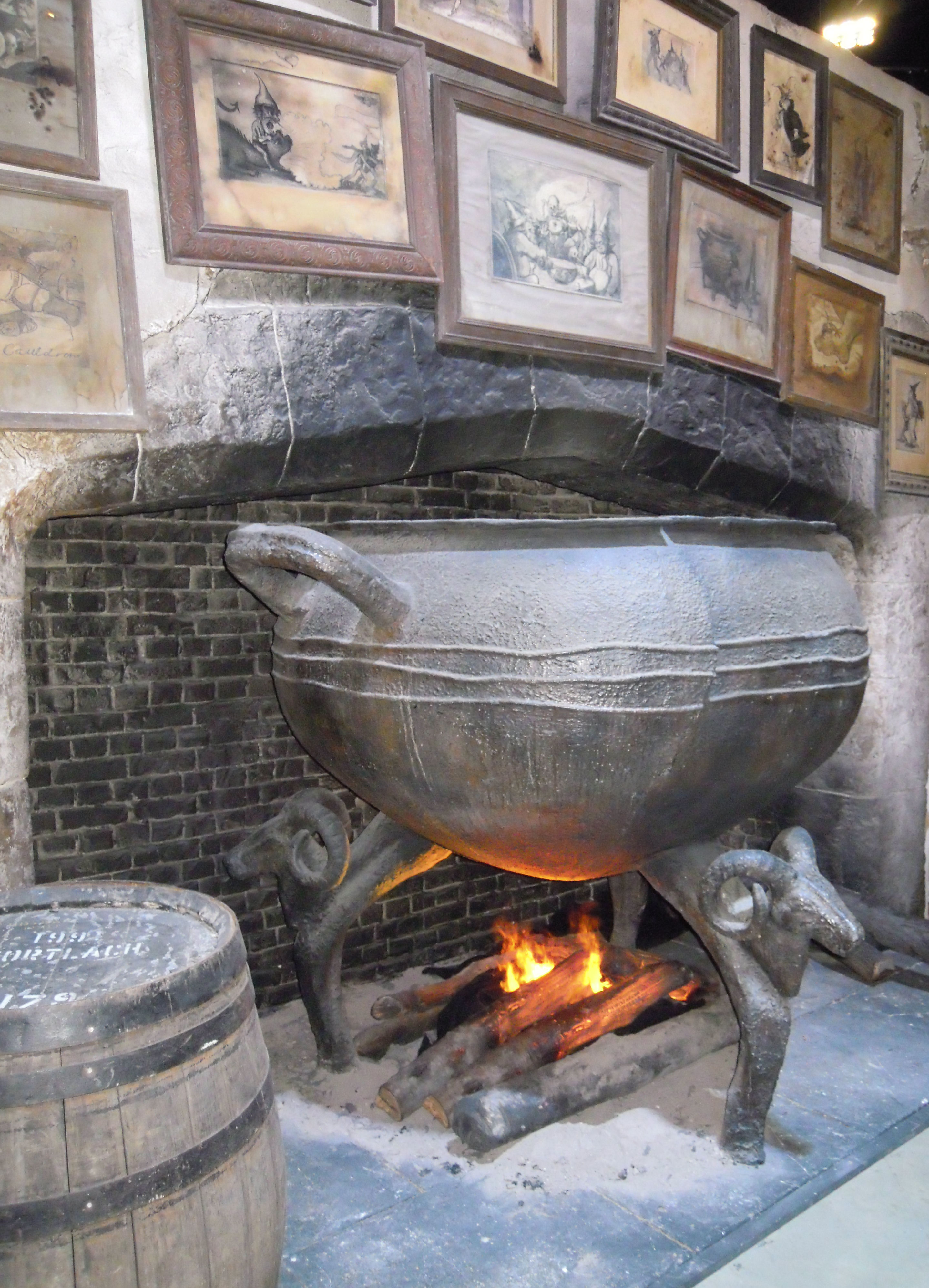
破釜酒吧。

斜角巷的一個入口可經由倫敦查令十字路穿過一家巫師酒吧兼旅館──破釜酒吧（The Leaky Cauldron）步行抵達。破釜酒吧位於書店和唱片店之間，麻瓜是看不見的。若要進入斜角巷，必須穿過破釜酒吧的後院，並敲打磚牆上的一塊磚，並透過三個向上和兩個交叉，數三遍就能進入。電影中，敲打磚牆上的洞周邊的五塊磚便能打開通往斜角巷的大門。鑑於該地區的繁忙性質，往返斜角巷的旅程通常可以利用魔法前往，例如使用現影術或是呼嚕網絡（Floo Network），這兩種方法都是巫師世界的運輸方式。該街道包含著提供各種魔法用品的商店，以及由妖精經營的古靈閣銀行。
的DVD包括了斜角巷的影片「導覽」，這顯然是在原始電影場景中拍攝的。在首部電影中，破釜酒吧的入口是在利德賀市場附近的牛頭通道（Bull's Head Passage）拍攝的；然而在第六輯電影中，斜角巷被插入到查令十字路，介於書店與勘測員的店面之間。
斜角巷（Diagon Alley）這個名字跟「對角線（diagonally）」有著近似的諧音，當哈利於第二本小說的開始時誤讀了這個短語時，它就被用作情節裝置。

### 咿啦貓頭鷹商場
咿啦貓頭鷹商場（英語：Eeylops Owl Emporium）售賣不同品種的貓頭鷹及其用品的地方，如貓頭鷹的鳥籠和小食。店內是一片昏暗的，充滿著輕柔的貓頭鷹叫聲和沙沙聲，和閃爍著「寶石般的明亮眼睛」。
在中，魯霸·海格就是在此處把雪鴞嘿美（Hedwig）買來送給哈利‧波特，作為哈利的11歲生日禮物。

### 伏林‧伏德秋雪糕店
伏林‧伏德秋雪糕店（英語：Florean Fortescue's Ice-Cream Parlour）由創始人及店主伏林‧伏德秋主理，售賣各種雪糕及其他零食，店舖外有些戶外餐桌讓客人坐下享用。哈利‧波特於三年級前的暑假在那裡度過了愉快的時間並完成作業。伏德秋先生親自協助他完成學校論文，並在每半個小時為他提供免費的新地。每逢暑假臨近結束時，哈利都會在那裡會合榮恩和妙麗。
在中，伏林‧伏德秋雪糕店被木板封住了，而伏林‧伏德秋則失蹤了。羅琳確認指伏林‧伏德秋已經被謀殺。

### 華麗與污痕書店

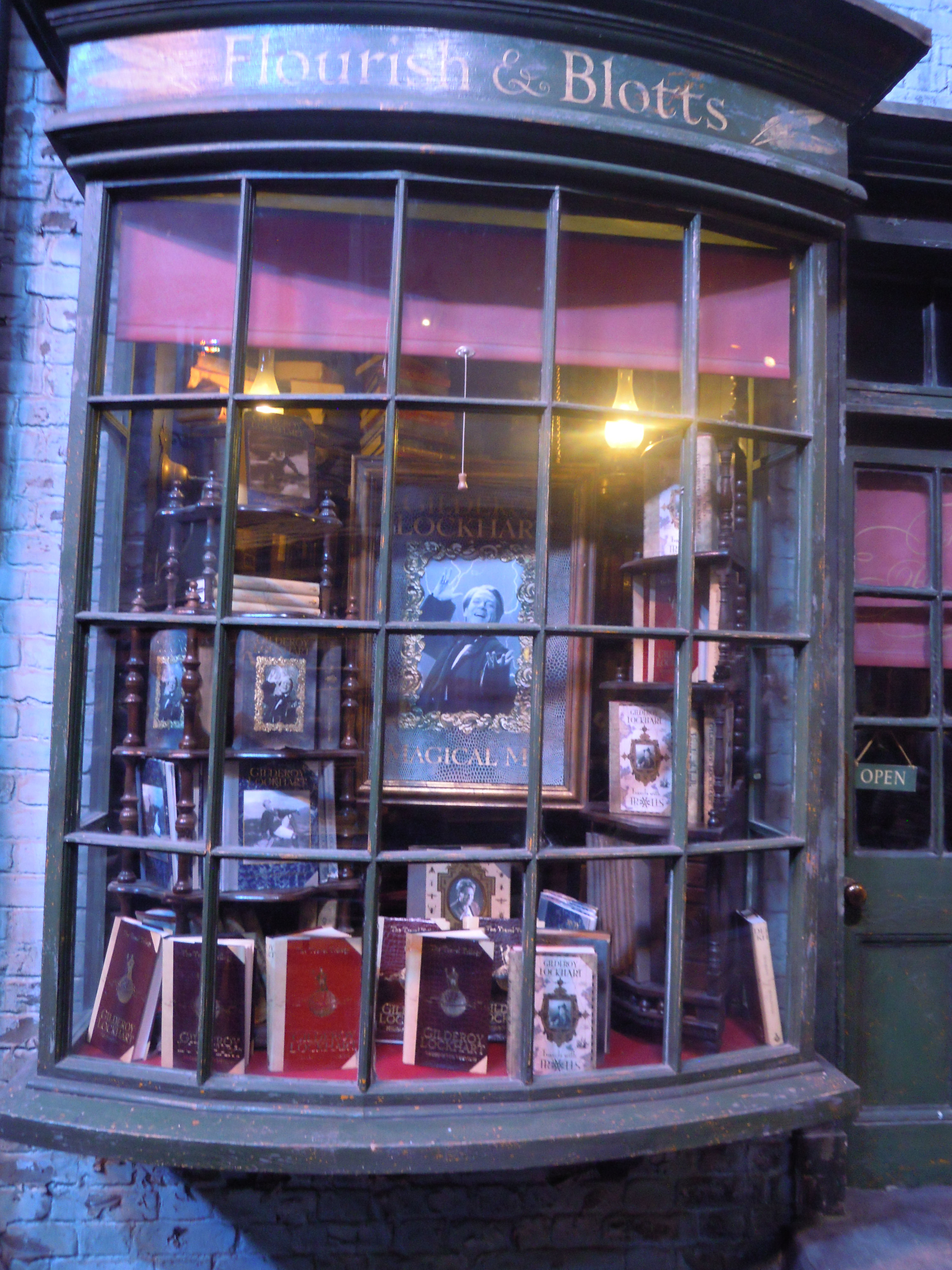
華麗與污痕書店的櫥窗擺放著吉德羅‧洛哈的自傳《神奇的我》。

華麗與污痕書店（英語：Flourish and Blotts）出售種類繁多的各種魔法書籍，應有盡有，包括霍格華茲課程的教科書，以及其他具有普遍魔法興趣的書籍。書店後方有一個專門用於占卜桌子的角落，上方堆疊著諸如《預測不可預測的：使自己免受衝擊》及《破球：當命運倒霉時》的一些書籍，還有一個小型展示區擺放著包括《死亡預兆：當你知道最糟糕來臨的時候該怎麼辦》這本書。
通常，書店的櫥窗裡都會陳列著如鋪路石板般大小的金色浮雕咒術書，但是在《阿兹卡班的逃犯》中，書店櫥窗的前方掛著一個鐵籠，裡面擺滿數百本《怪獸的怪獸書》。為了對付海格作為三年級的奇獸飼育學教授而設置的這些邪惡書籍，被騷擾的經理不得不戴上厚厚的手套來處理，他以一根旋鈕的拐杖戳向它們，然後書籍便會傾向於把對方互相撕裂。該經理指當他們購下了200本《隱形的隱形書》時，但這些都被放錯了地方，他以為自己看到了最糟糕的情況。
在《消失的密室》中，名人作家吉德羅·洛哈於哈利購買二年級課本那天，他於該書店裡為其自傳《神奇的我》舉行新書簽名會，該簽名會吸引了大批粉絲（主要是中年婦女）。與此同時，這也是魯休思·馬份把湯姆·瑞斗的日記悄悄放到金妮·衛斯理大釜中的地方，從而導致《消失的密室》事件發生的開始。

### 嬉戲與戲謔巫術惡作劇商店
嬉戲與戲謔巫術惡作劇商店（英語：Gambol and Japes Wizarding Joke Shop）專門售賣各種巫師惡作劇商品，它在中簡略地提到，而弗雷與喬治·衛斯理及李·喬丹在那裡囤積了不少「飛力博士的神奇水燃無熱煙火」，在家用遊戲機版本（PS2、XBOX和GameCube）的《消失的密室》中，玩家可以在斜角巷購買必需品時到此店購買小臭丸。

### 古靈閣巫師世界銀行

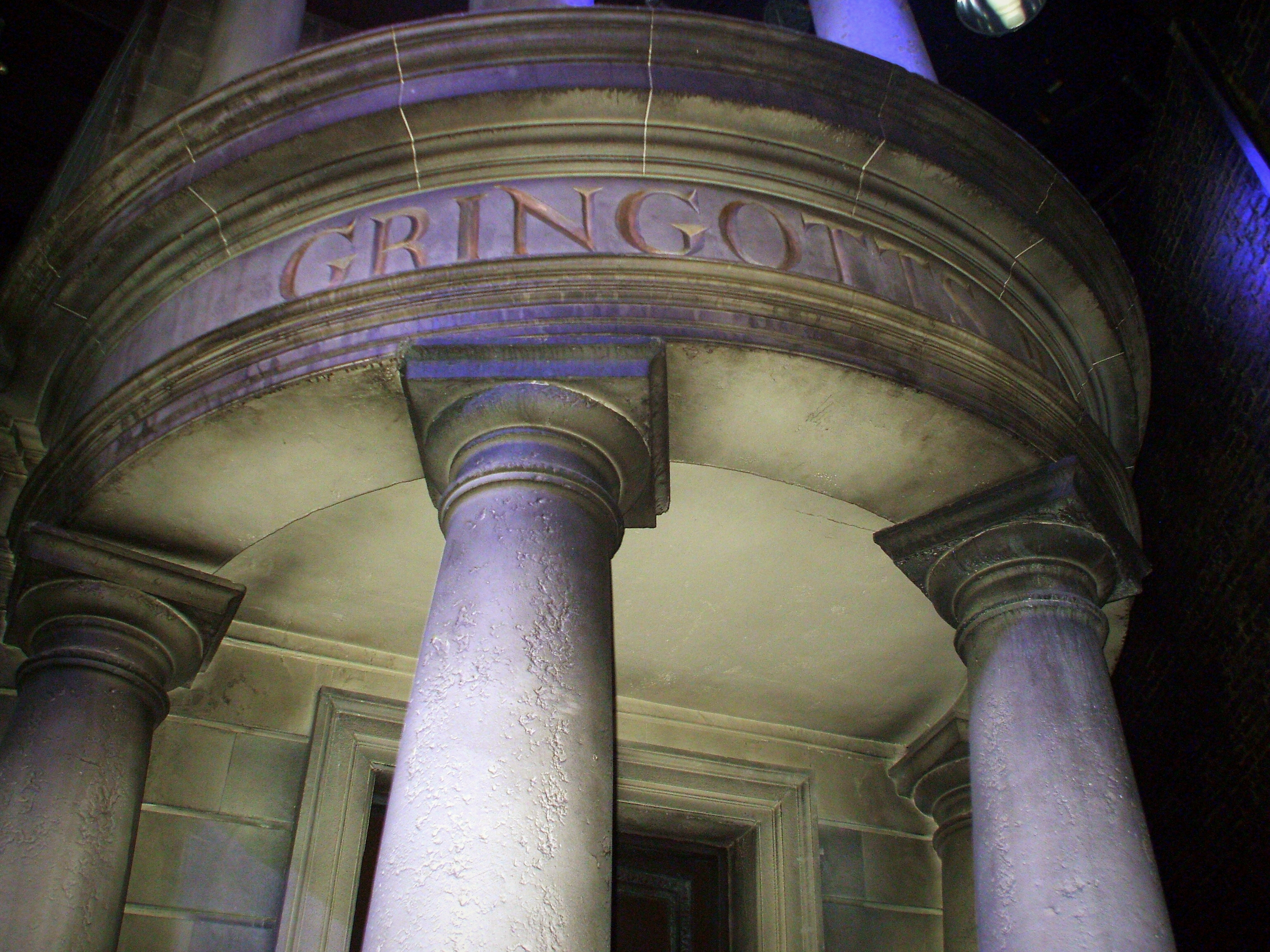
古靈閣巫師世界銀行的正面。

古靈閣巫師世界銀行（英語：Gringotts Wizarding Bank），簡稱古靈閣，是《哈利波特》小說系列中唯一已知的魔法世界銀行，主要由妖精管理。古靈閣銀行是一座雪白色的建築物，位於鄰近斜角巷與夜行巷之間的交匯處，聳立於附近商店之中。客戶需通過一組青銅色大門，然後推動一扇銀色大門才能進入銀行的大廳。主樓層舖有大理石，並有著一張長長的櫃檯，一直沿著樓層的長度延伸，妖精職員在其背後從事諸如計算硬幣和更新帳戶分類帳的工作。在銀行裡，巫師及女巫客戶會把他們的金錢和其他貴重物品存放於一個非常複雜及非常強大保安措施保護的保險庫中。該保險庫位於倫敦的地下伸延至幾英里外，並且可以透過乘坐沿著軌道高速滑行的魔法導航拉車沿著粗糙的石頭通道到達所屬保險庫。古靈閣還提供麻瓜與魔法世界的貨幣兌換服務。
當哈利·波特首次到訪古靈閣時，魯霸·海格告訴他指若有人試圖搶劫古靈閣的話，那肯定是瘋了。妖精們對其保管的金錢及貴重物品的佔有慾很強，牠們會不惜一切代價來保護它，使牠們成為魔法世界貴重物品的理想守護者。此外，根據海格的說法，除了霍格華茲以外，古靈閣被認為是「世上保存東西最安全的地方」。

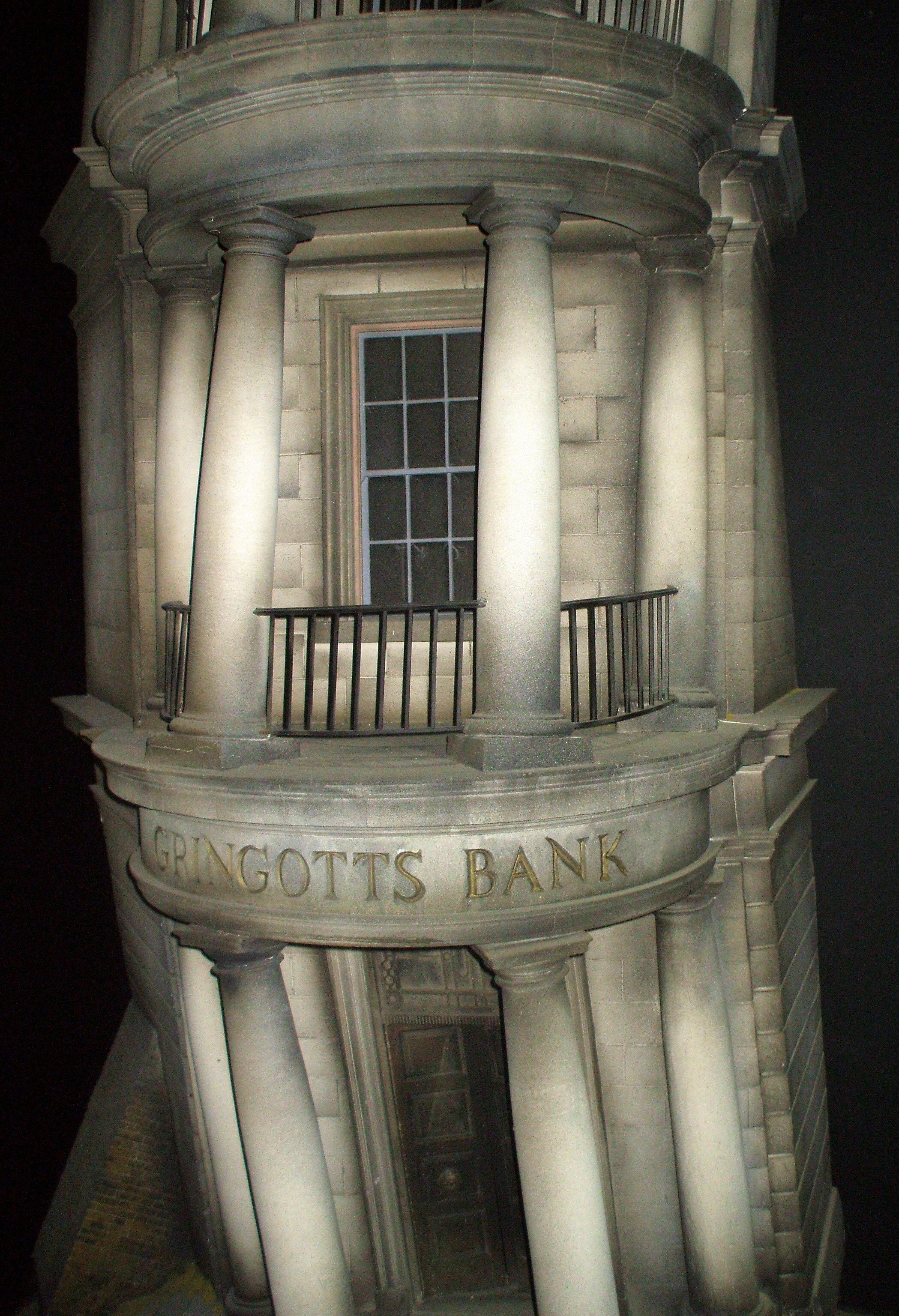
古靈閣巫師世界銀行。

打開保險庫的方法有幾種：大多數的金庫，就像哈利·波特的那種，可以使用小金鑰匙；對於更高安全性的保險庫，它的門上可能有各種魔法結界或其他措施。例如，713號保險庫的大門，當中曾經短暫存放魔法石，它必須經過由古靈閣妖精的撫摸認證，然後某種物質會溶化以允許進入金庫內。若是古靈閣認證妖精以外的人觸碰到金庫大門的話，該人將會被吸到金庫某處，大約每10年檢查一次是否有被困盜賊。古靈閣的最底層是銀行最大的保險庫，由龍去守衛，並且有一個稱為「防賊瀑布」的地下瀑布，其作用是透過推翻通過它的拉車把車上的人們倒出來，並洗清潛藏搶劫者所使用的偽裝魔咒。
在《神秘的魔法石》中，古靈閣713號保險庫存放著一個由紙張包裹著的小包裹，裡面是一塊魔法石，鄧不利多派遣海格在他護送哈利期間把它取回。當日稍後時間，奎若教授在佛地魔的命令下闖入了保險庫。雖然奎若並沒有取得該魔法石，但這次闖入的消息震驚了整個魔法世界，因為古靈閣被搶劫是巫師世界聞所未聞的事。拉環聲稱由於保險庫被清空，那裡所需的保護因此已經減少了。在《死神的聖物》中，哈利、榮恩和妙麗在拉環不情願的協助下闖進食死人貝拉·雷斯壯的保險庫中，而佛地魔的其中一個分靈體（赫夫帕夫的金盃）被隱藏於那裡。然而，當他們進入貝拉·雷斯壯存放著各種各樣寶藏的保險庫後，三人驚訝的發現那些寶藏被施了複製咒及烈火咒，每件寶物當被觸碰後都會不斷的自我複製及變得熾熱並燃燒起來。三人帶著佛地魔的分靈體逃走，並以作為保險庫安全的一條半瞎龍，三人爬上牠的背部，騎著牠逃脫。
雖然古靈閣的員工主要是妖精，包括拉環（Griphook）及雷那（Ragnok），但眾所周知，該銀行也有人類的職員，但儘管顯然並非適用於銀行和會計服務工作的。例如比爾·衛斯理於埃及的古靈閣擔任從古埃及墳墓和金字塔中檢索人工製品的解咒師（curse-breaker）；花兒·戴樂古在參加《三巫鬥法大賽》後於古靈閣找到一份兼職工作，這是為了提高她的英語能力。在《死神的聖物》中提到，她於哈利等三人闖入期間擔任巫師警衛。

### 夜行巷
夜行巷（英語：Knockturn Alley），有著文字上「夜行」的戲稱，那是從斜角巷對角線的小巷，那裡是一條黑暗、破舊又骯髒的小巷，黑巫師經常居住，麻瓜則不能進入。此處兩旁有許多黑魔法商店，是黑巫師經常光顧的地方。當中最著名的商店是專門出售邪惡與危險物品的商店──「波金與伯克氏商店」。哈利曾於電影版中使用呼嚕粉到斜角巷時，他因太緊張而不小心地把「斜角巷」說錯成為「夜行巷」（小說中沒有說明其發音）。此時魯霸·海格由於替霍格華茲的捲心菜田尋找食肉除蟲劑而在那裡出現而找到哈利，更把他險些從一個從長滿青苔牙齒且拿著指甲的托盤的巫婆手中把哈利營救出來，並把他帶回到斜角巷。二人在那裡遇見妙麗，海格於是把他們帶到衛斯理家。

#### 波金與伯克氏商店
波金與伯克氏商店（英語：Borgin and Burkes）是一家位於夜行巷的古董商店，專門售賣黑魔法藝術品。該店由波金先生（Mr. Borgin）與加拉塔克·伯克（Caractacus Burke）共同擁有，而只有波金先生是唯一曾於《哈利波特》系列中出現的商店擁有者。這家商店售賣許多危險和黑暗的人工製品，例如是被詛咒的蛋白石項鍊、光榮之手，以及跩哥·馬份於《混血王子的背叛》中用於穿越霍格華茲的半組消失櫥櫃套裝。據說佛地魔於1940年代中期在離開霍格華茲後曾有一段短時間於波金與伯克氏商店工作。

### 破釜酒吧
破釜酒吧是一家昏暗、破舊的巫師酒吧及旅館，它位於倫敦查令十字路的麻瓜街道中，作為斜角巷的入口，該酒吧及旅館是一個為巫師及女巫提供食物，飲料和出租房間的地方，該酒吧也會招待一些從麻瓜世界進入斜角巷的麻瓜出身者及其父母。該酒吧由黛西·多德里奇（Daisy Dodderidge）於1500年創立，以作為「斜角巷與非巫師世界之間的門戶」。目前的旅館老闆兼酒保是一名叫湯姆（Tom）的巫師。
旅館的主樓層中設有酒吧，幾個私人客廳和一個大飯廳。在較高的樓層中有許多房間可供出租；哈利曾經住在11號房間，房間內有一塊會說話的鏡子，以及讓他看到查令十字路的窗戶。從外地來到倫敦作購物之旅的人們經常流連在破釜酒吧。該酒吧是麻瓜出身者及其父母進入斜角巷一種的方式（直至收到霍格華茲寄出的首封取錄信，他們都沒有魔法知識或進入斜角巷的方法）。
破釜酒吧後方通往一個寒冷的小庭院，需要進入斜角巷的人必須敲擊某特定的磚塊三下以打開通往斜角巷的路徑。

### 摩金夫人各式長袍店
摩金夫人各式長袍店（英語：Madam Malkin's Robes for all Occasions）是位於華麗與污痕書店旁邊的一家服裝店，而「摩金（Malkin）」一詞是個脾氣壞老婦人的古老術語。該店售賣各種不同的長袍及其他服裝，包括霍格華茲所需的純黑色工作長袍，以及禮服長袍。在店內，摩金夫人與她的助手們會為顧客度身訂製的合適的長袍。
哈利·波特跟跩哥·馬份曾於摩金夫人的店中進行過兩次會面：第一次於《神秘的魔法石》中，哈利首次遇見跟自己同齡的第一位巫師──馬份。哈利對跩哥的提問感到困惑，因為哈利對魔法世界的許多方面仍然不熟悉；第二次見面於《混血王子的背叛》──他們六年級開始之前，那次會議更讓人不愉快，並在跩哥與他的母親厭惡地離開之前，其氣氛迅速升級至近乎決鬥的層面。

### 奇獸動物園
奇獸動物園（英語：Magical Menagerie），是一家出售各種魔法生物與寵物的商店，除了出售魔法生物外，還提供有關動物護理和健康的建議。該店位於斜角巷南側，那裡非常擁擠，因為每一寸的地方都掛滿了密密麻麻的籠子，使那裡又吵又臭。奇獸動物園裡出售的各種動物包括：巨大的紫色蟾蜍、火螃蟹、有毒的橘色蝸牛、一隻可以變形成為絲質禮帽的肥白兔、各種顏色的貓、渡鴉、蒲絨絨、殼上鑲滿寶石的大烏龜、貓頭鷹，還有一籠能夠以牠們的尾巴玩跳繩遊戲的油光水滑聰明黑老鼠...等等。
當哈利、榮恩和妙麗於《阿兹卡班的逃犯》中參觀該商店時，一名戴著厚重黑色眼鏡的女巫協助他們。榮恩在那裡為自己的寵物老鼠「斑斑」購買了老鼠強身劑，而妙麗也在這裡購得其薑黃色花貓──「歪腿」。

### 奧利凡德魔杖店

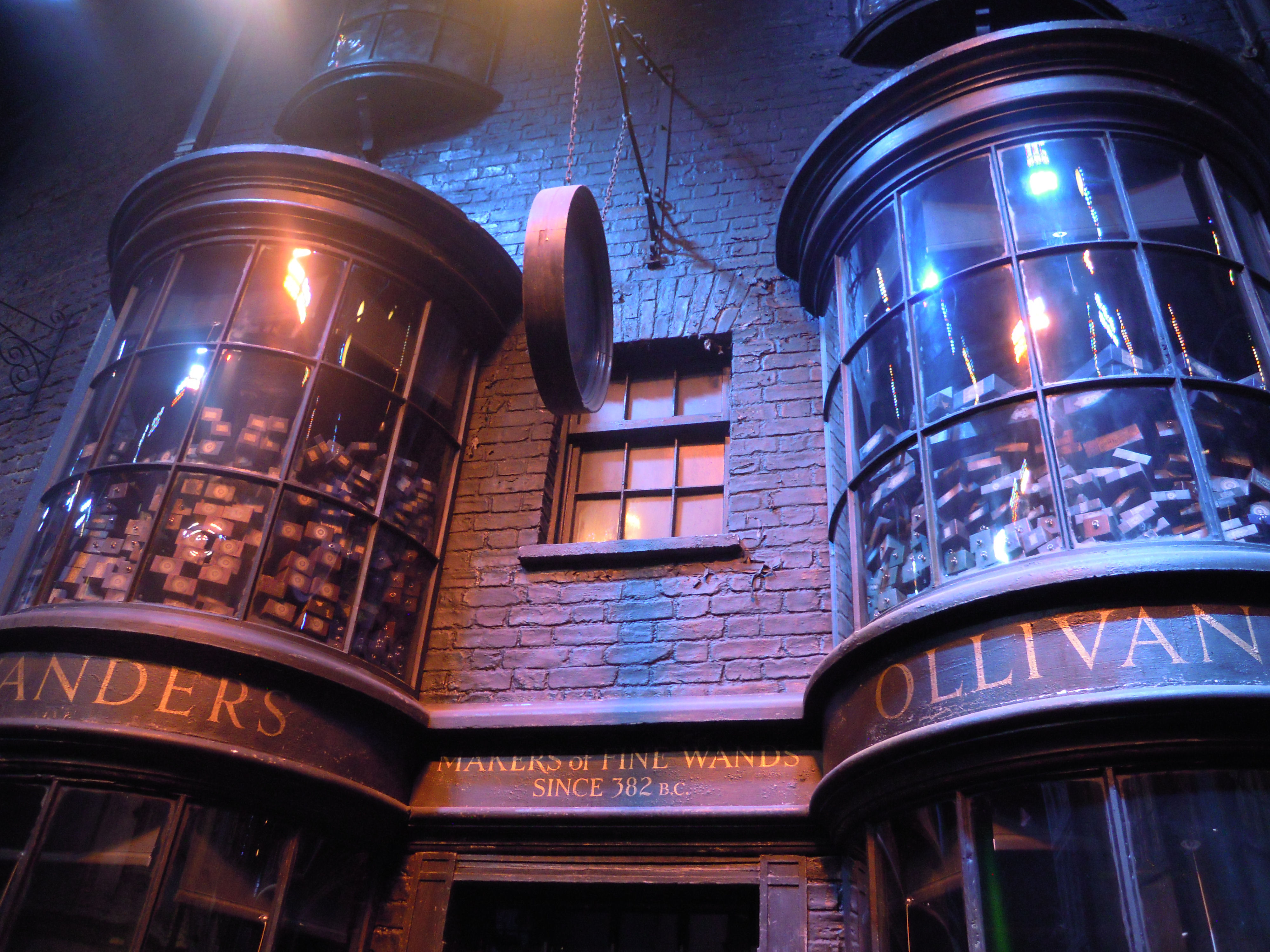
奧利凡德魔杖店上方的櫥窗。

奧利凡德魔杖店（英語：Ollivanders），是斜角巷內唯一的魔杖專賣店，由商店主人奧利凡德先生主理及經營。那裡被描述為「狹窄而破舊」，店舖門牌上髹了一個金色字母的招牌標誌，上面寫著：「奧利凡德魔杖店：自公元前382年以來的精美魔杖製造者」的標語，而該金色字母的油漆正在剝落。俯瞰斜角巷的櫥窗唯獨展示的是，一根魔杖置於一個已褪色的紫色墊子上，而櫥窗外滿佈塵埃。店內有無數個盛載著魔杖的狹窄盒子，那些盒子從地面整齊地堆放到天花板上，還有一張椅腳細長的椅子（當魯霸·海格坐下時被毀）。
白髮且眼睛蒼白的魔杖店店主──加里克·奧利凡德（Garrick Ollivanders），他會為剛入學的巫師及女巫，又或是他們的舊魔杖被折斷毀掉的時候製作和銷售魔杖。大部分學生的魔杖都是從這裡售出，奧利凡德先生也能夠記得自己所售出的每一根魔杖。為了確定選擇巫師或女巫的最佳魔杖，奧利凡德先生會量度使用者身體的各部分（如哈利·波特的情況，會量度他鼻孔之間的距離），然後檢查所選的各種魔杖對購買者的反應，他稱這個過程為「魔杖選擇它們的巫師」。
哈利的第一支魔杖就是從這裡購買，佛地魔的也是，二人的魔杖同樣由鳳凰的尾羽毛製成，而佛地魔則利用其魔杖殺害哈利的父母。在《混血王子的背叛》中，佛地魔命令食死人把奧利凡德先生綁架以試圖發現關於其魔杖和哈利魔杖之間更多的聯繫，而該店因奧利凡德先生的失蹤而關門。哈利·波特於《死神的聖物》中把奧利凡德先生救出。

### 帕特奇大釜店
帕特奇大釜店（英語：Potage's Cauldron Shop），其位置距離破釜酒吧的入口非常近。根據店外的標誌，該店舖出售不同種類和大小的大釜，包括了銅、黃銅、白鑞、銀、黃金、自行攪拌和可折疊的大釜。霍格華茲要求它的學生擁有一個2號白鑞大釜（如《神秘的魔法石》中提到的書單所列）。

### 優質魁地奇用品商店
優質魁地奇用品商店（英語：Quality Quidditch Supplies）專門售賣飛天掃帚及魁地奇相關用品。該商店的櫥窗經常吸引著年輕的顧客以渴望的目光凝視著其商品。櫥窗內展示著其最著名的產品──名為「光輪2000」及「火閃電」的掃帚，「火閃電」是國家級魁地奇比賽所使用的掃帚，職業聯賽也會使用它。哈利·波特於三年級前的暑假以渴望的目光一直凝視著櫥窗內全新的火閃電掃帚，然而其價格只能在查詢時得知，天狼星·布萊克給哈利買下，並以匿名聖誕禮物的名義送給他，使他最終擁有了此兩件產品；而榮恩則曾經渴望得到店裡提供的一整套查得利砲彈隊的長袍。

### 斜角巷文具用品店

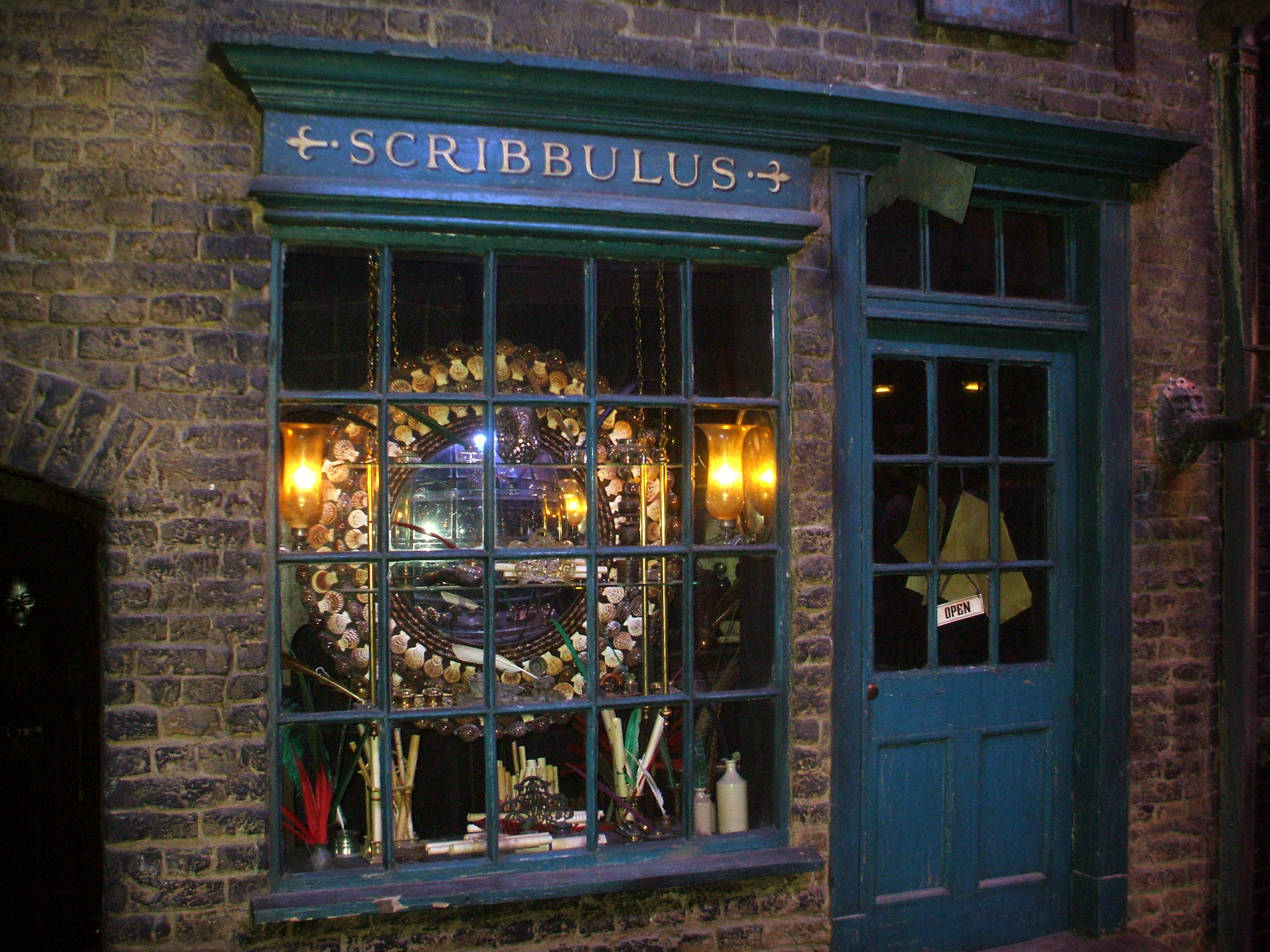
位於斜角巷的文具用品店。

斜角巷文具用品店（英語：Scribbulus shop）是位於優質魁地奇用品商店旁邊，售賣一些羽毛筆、墨水和羊皮紙。
據說，哈利·波特首次到斜角巷購買霍格華茲所需用品時首次遇見跩哥·馬份，見面後哈利覺得心情有些低落，但當他在這家商店裡看到一種變色墨水後，他的心情就變得好了起來。

### 斯拉格及吉格斯藥房

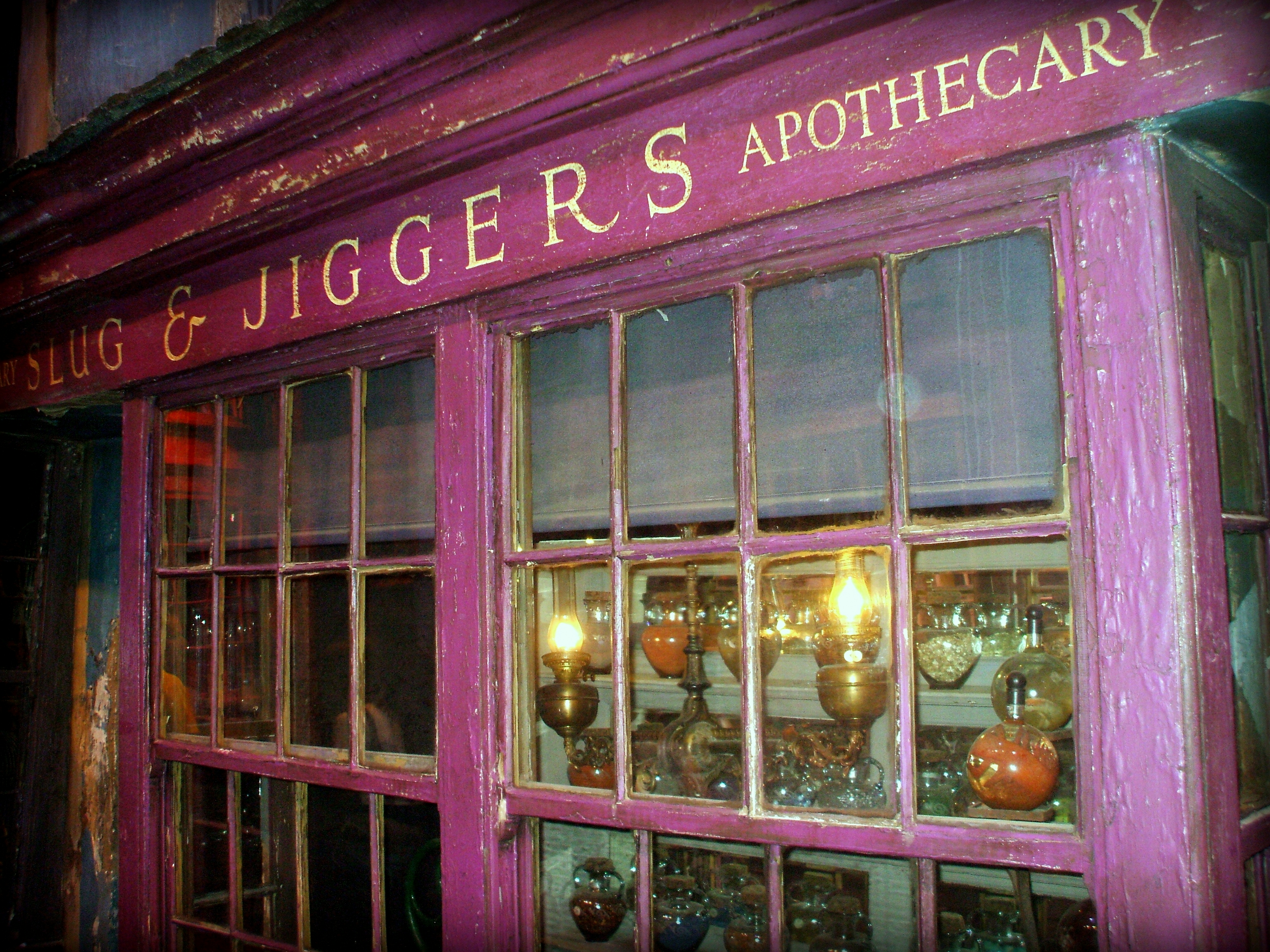
位於斜角巷的斯拉格和吉格斯藥房。

斯拉格和吉格斯藥房（英語：Slug & Jiggers Apothecary），是一家魔藥商店，售賣計重秤、魔藥及製作魔藥的成分。店舖內的氣味非常糟糕難聞（壞雞蛋與爛白菜混合物的氣味），然而這家商店還是相當迷人。店內的東西包括地板上一桶桶黏糊糊的東西、架子上擺放了草藥罐、乾燥根和閃亮的粉末，天花板上懸掛著
一串串的獠牙串和咆哮的爪子。哈利經常從那裡購買魔藥成分原材料和他的秤子。
一些可用的成分包括銀角（獨角獸的獸角）、閃爍的黑色甲蟲眼睛，和龍肝。

### 小攤檔
斜角巷除了有許多商店，還設有一些小攤檔（英語：Stalls），銷售各種各樣的魔法物品、糖果和廉價小飾物。在《混血王子的背叛》中，許多巫師和女巫試圖利用人們對佛地魔回歸所帶來的恐懼而從中獲利。他們設置了一些小攤檔售賣護身符及其他物品，據說可保護你免受狼人、催狂魔和陰屍的侵害。然而，這些「黑魔法保護」小攤檔是非法的，很可能是騙局。亞瑟·衛斯理就是其中一個負責逮捕這些小攤檔店主的人。

### 何紳與華邊
何紳與華邊（英語：Twilfitt and Tattings）是位於斜角巷的南側的一家巫師服裝店，該商店名稱中的「Twilfitt」的意思顯然是「it will fit」，而「tatting」則指梭結花邊。顧客可在此處購買絨面禮帽（黑色、綠色、棕色）、巫師尖頂帽（黑色、綠色、藍色），以及帶搭扣的巫師尖頂帽（藍色、紅色、綠色）。某次，跩哥·馬份於摩金夫人那裡遇到哈利·波特、榮恩·衛斯理及妙麗·格蘭傑，跩哥·馬份的母親──水仙·馬份則帶著兒子粗魯地離開了商店，更大聲說自己更喜歡何紳與華邊，從水仙·馬份的語氣中得知，暗示著何紳與華邊稍微高檔一些；水仙·馬份曾於《混血王子的背叛》中提及，由於哈利·波特、榮恩·衛斯理及妙麗·格蘭傑（主要是妙麗，馬份家族因其血統而看不起她）在場，水仙·馬份指自己會在那裡購物而不會到摩金夫人那裡。

### 維澤埃克魔法用品店

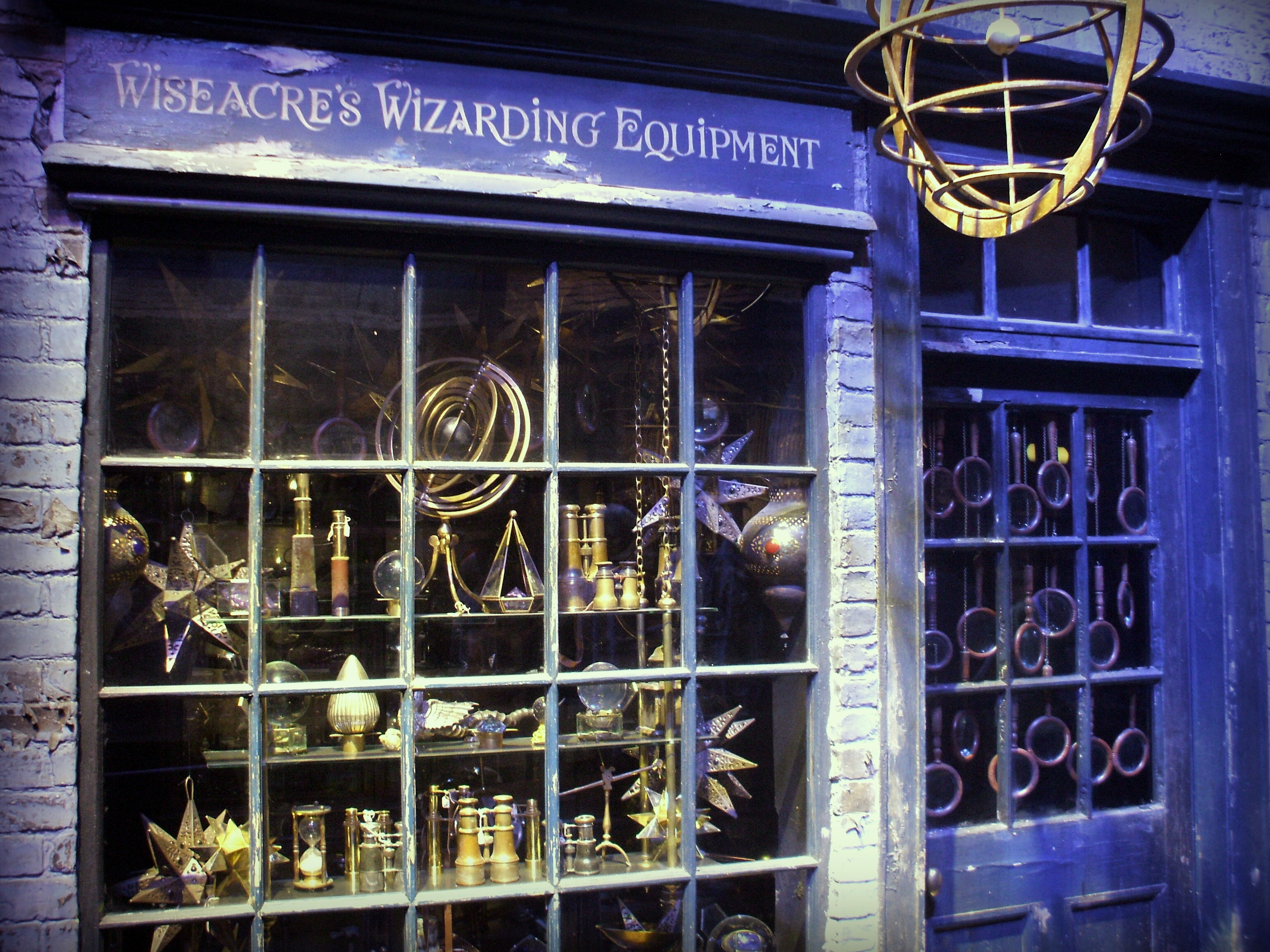
位於斜角巷的維澤埃克魔法用品店。

維澤埃克魔法用品店（英語：Wiseacre's Wizarding Equipment）是一家位於斜角巷北側的商店，那裡出售巫師世界中所使用的各種各樣裝置，如望遠鏡、月球儀和沙漏。哈利·波特於這裡購買了他的第一台望遠鏡。

### 衛斯理兄弟巫師法寶店
衛氏巫師法寶店（英語：Weasley's Wizard Wheezes），是一家流行惡作劇玩意小商店，它專門售買二人發明的惡作劇用品。它始於衛斯理雙胞胎兄弟弗雷與喬治始於第四輯小說裡經營的霍格華茲校園小企業，並開始以「衛氏巫師法寶店」這個名稱來展開其銷售商品的郵購業務，包括協助學生以虛假的疾病來逃課的糖果。在第六輯小說的夏天，弗雷與喬治從霍格華茲畢業離校的初期，二人獲哈利·波特於三巫鬥法大賽中的獎金作為啟動資金，並於斜角巷93號開設商店，售賣各種開玩笑及惡作劇玩意、有用的新穎事物、糖果及有關黑魔法防禦術的物品。他們的店舖門前有著被形容為對比沉悶的商店街背景下的一個煙火表演，並迅速獲得巨大的成功。
他們所售賣的產品包括：惡作劇大鍋（Joke Cauldrons）、可重複使用吊死鬼（Reusable Hangman）、拼字校正筆（Spell-checking and Smart Answer Quills）、神奇女巫美容產品（Wonderwitch Beauty Products）等。店舖前有一個便秘仁（U-No-Poo）的廣告標誌：「你為何擔心不能說的那個人？你應該擔心便秘仁（U-No-Poo），便秘感就這樣抓住了整個國家！」
由於食死人密切關注著衛斯理家的一舉一動，衛氏巫師法寶店在《死神的聖物》中不得不暫時關閉，然而弗雷與喬治繼續以貓頭鷹郵購服務（Owl-Order service）來管理繼續經營其業務。在《死神的聖物》出版後，羅琳於一個專訪中指喬治（於弗雷身亡後）重開了斜角巷的商店，因為「它已成為了一棵巨大的搖錢樹」，而榮恩·衛斯理在接受正氣師的訓練以及在魔法部工作後的工餘時間都會到店裡幫忙。在舞台劇《哈利波特－被詛咒的孩子》中，榮恩於《死神的聖物》事件發生的19年後繼續經營這家商店。

## 活米村
活米村（英語：Hogsmeade），是英國唯一一個僅由巫師、女巫及其他魔法生物居住的定居點，它位於霍格華茲魔法與巫術學院的西北方，此地亦為英國內唯一沒有麻瓜的地方。這個地方由中世紀巫師木透克羅夫特的漢吉斯（英語：Hengist of Woodcroft）創立的一個魔法村落，他為了逃避諾森伯蘭郡麻瓜對巫師的迫害而逃到了蘇格蘭。他在活米村裡許多建築都反映了其中世紀起源；該村落以其傾斜的中世紀房屋而聞名，當中最著名的是由漢吉斯家故居遺址上建成的古老旅館──三根掃帚旅館（Three Broomsticks），該處也是以1612年英國妖精叛亂的戲劇性的巫師事件為背景（旅館上層的房間是魔法部用作平息高地叛亂的總部）。活米村主要由一條名為高街（High Street）的單一通道貫穿，大部分的商店及魔法地點都位於那裡；然而，從主幹道分支出來的一些尚未命名的小巷也是一些歷史名勝的所在地，如豬頭酒吧（Hog's Head pub）及泥腳夫人茶館（Madame Puddifoot's Teashop）。
霍格華茲最近的火車站以活米村的名稱來命名，該火車站是霍格華茲特快列車往返倫敦的路線的終站點。霍格華茲的學生從二年級開始，便可由9¾月台乘搭霍格華茲特快列車至終點站到達活米村站，學生到達該站後可步行或再乘坐由騎士墜鬼馬所拉動的馬車往返霍格華茲；至於三年級以上的學生，只要有他們的父母或監護人簽署的同意書回條，便可以獲允許於預定的期間跟無人陪伴的朋友到活米村遊覽、購物和交流。學生們主要經常光顧村裡的高街，以及那裡於該系列中已命名的專賣店和酒吧。除此以外，他們可繼續前行徘徊觀察臭名昭著的尖叫屋。
直至2004年的《阿兹卡班的逃犯》，活米村於該系列的前作未曾出現過。此後，該村落於《鳳凰會的密令》、《混血王子的背叛》和《死神的聖物 (下)》裡再次出現。在所有活米村的場景中，可以看到的是那裡被厚厚的積雪覆蓋著。

### 德維與班吉禮品店
德維與班吉禮品店（英語：Dervish and Banges），是一間銷售和維修魔法裝置的商店，位於活米村高街的盡頭。

### 風雅氏高級巫師服飾商店
風雅氏高級巫師服飾商店（英語：Gladrags Wizardwear），是一間售賣服裝的店舖，該店位於倫敦及巴黎還有其他分店，店內充滿古怪的商品，似乎是專門生產奇怪和不尋常的襪子，哈利·波特到那裡給家庭小精靈多比選購了一系列古怪的襪子，以感謝牠於「三巫鬥法大賽」的第二個任務中的幫忙。

### 蜂蜜公爵糖果店
蜂蜜公爵糖果店（英語：Honeydukes Sweetshop）是活米村裡最受歡迎的一間糖果店，經常擠滿了霍格華茲的學生，甚至是該校的教授也會偶爾光顧。店裡充滿著許多不同種類且琳瑯滿目的美妙和野生甜食，例如是柏蒂全口味豆子（Bertie Botts Every Flavoured Beans）、大鍋蛋糕（Cauldron Cakes）、血腥味棒棒糖（Blood-Flavoured Lollipops）、酷酸味爆爆糖（Acid Pops）、吹寶超級泡泡糖（Drooble's Best Blowing Gum）等，還有更多。
蜂蜜公爵糖果店的地窖裡還有一條通往霍格華茲三樓走廊的秘密通道，該秘密通道就在格斯墨的岡希爾達（Gunhilda of Gorsemoor）的大石雕像後面，哈利·波特於《阿兹卡班的逃犯》中就是利用這個入口潛入活米村。

### 活米村站
活米村站（英語：Hogsmeade Station）是距離霍格華茲最近的火車站，霍格華茲特快列車從王十字車站開出就到達這裡。電影中活米村站的場景攝於北約克荒原鐵路的高斯蘭火車站，該站建於1865年，並且幾乎沒有改變，是服務於北約克荒原高斯蘭村落居民主要的交通工具之一。根據羅琳的插圖，活米村站並非於活米村內，但其位置在黑湖的對面。

### 豬頭酒吧
豬頭酒吧是除了三根掃帚（Three Broomsticks）外，活米村的另一家酒吧。酒吧的東主兼酒保是霍格華茲的校長阿不思·鄧不利多的弟弟──阿波佛·鄧不利多，儘管直至最後一輯小說才透露。該酒吧經常吸引著一些比三根掃帚聲名狼藉的顧客，許多顧客為了不想被認出的慾望而把自己的臉掩藏起來。酒吧前方的吊牌上掛著一個被砍斷了的公豬頭，其血液濺到周圍的白布上。酒吧本來就很骯髒污穢，地板上覆蓋著一層層的污垢，窗戶積滿了很多的污垢，幾乎沒有光線能夠穿透。主樓層是一個房間，但樓上還額外設有多個客房，哈利注意到這酒吧裡有一股濃烈的山羊氣味。
儘管豬頭酒吧的聲譽不佳，然而該酒吧還是哈利·波特的世界裡的幾項重要事件的發生場所。該旅館是1612年英國妖精叛亂時魔法部的總部；在哈利·波特出生前幾個月，先知西碧·崔老妮正就在那裡接受鄧不利多校長作為占卜學教授一職的面試時，向他透露了佛地魔與哈利連結的這個預言，而石內卜則聽到預言的上半部分；這裡也是海格與佛地魔的偽裝僕人賭博而贏得非法龍蛋（蘿蔔）的地方；在《鳳凰會的密令》中，鄧不利多的軍隊的第一次會議也是在這裡秘密地進行。
在《死神的聖物》中，鄧不利多的軍隊於萬應室設立其總部，而阿波佛·鄧不利多揭示了一條通往霍格華茲萬應室的秘密通道，豬頭酒吧秘密通道的入口則隱藏於阿不思與阿波佛的妹妹──阿蕊安娜·鄧不利多（Ariana Dumbledore）的肖像背後。在霍格華茲大戰開始前，該通道用於撤離校內未成年的學生。鄧不利多的軍隊與鳳凰會的其餘成員在豬頭酒吧裡集合，然後通過這條通道進入霍格華茲城堡，跟佛地魔及他的食死人作戰。
酒館的名稱所指的是一種古老的液體測量單位──「豬頭」，這也可能是對威廉·莎士比亞的舞台劇《亨利四世 (第一部)》中的「野豬頭酒館（Boar's Head Tavern）」的引喻。就如豬頭酒吧一樣，莎士比亞的酒館是一些名聲不佳的人物所出沒的地方。還應該注意的是，距離J·K·羅琳於蘇格蘭愛丁堡的住所不到一英里的地區，那裡有一間名為「豬頭（The Hog's Head）」的二手音樂店。該店舖成立於《哈利波特－神秘的魔法石》發行的四年之前。

### 泥腳夫人茶館

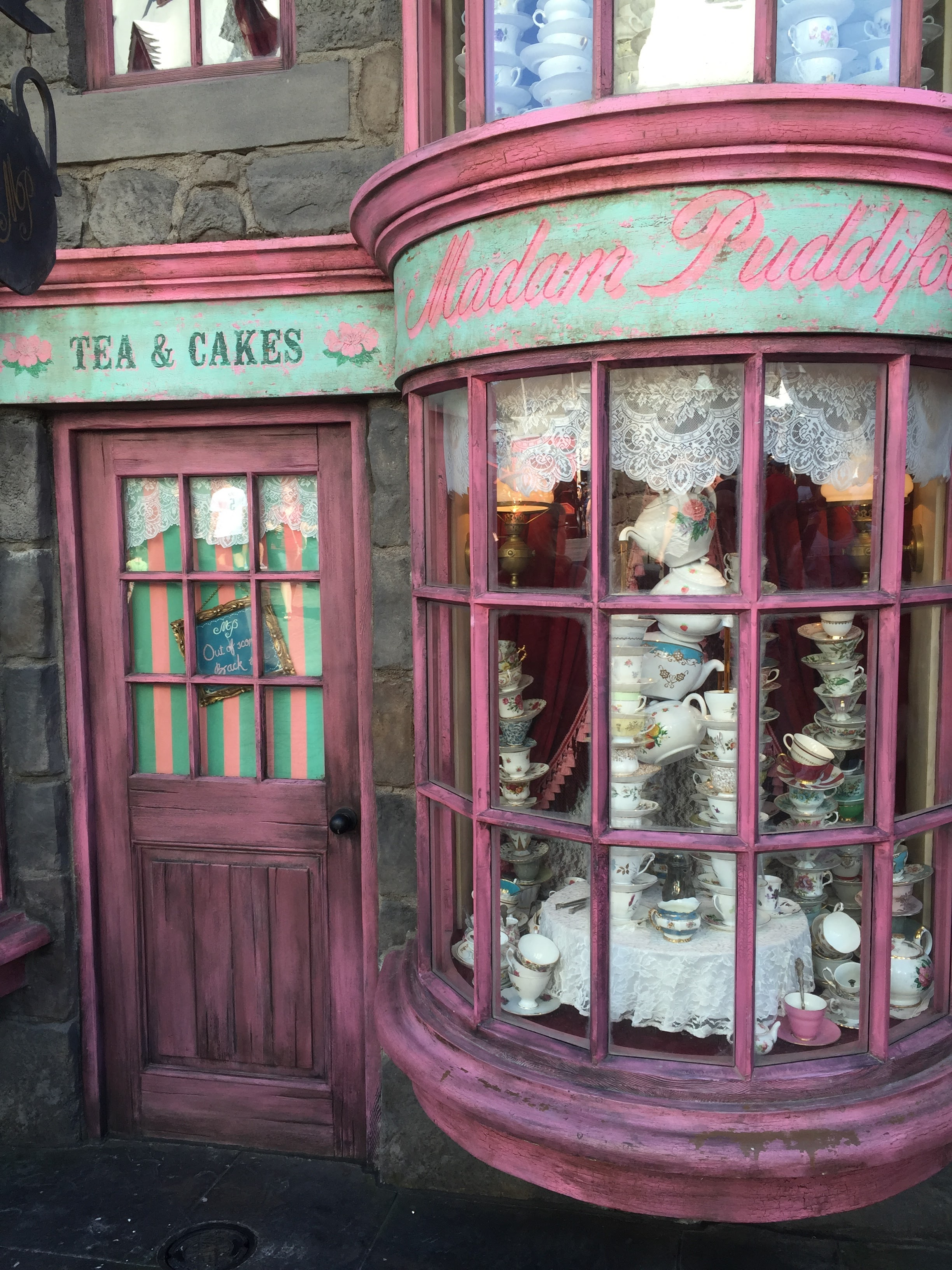
泥腳夫人茶館的茶飲與蛋糕。

泥腳夫人茶館（英語：Madam Puddifoot's Tea），位於活米村高街的一條小巷上，那是一間霍格華茲小情侶們外出約會時最喜愛的小茶館。那裡被形容為一個所有的東西都以蝴蝶結或褶邊裝飾著的狹窄又瀰漫著蒸汽的地方，那裡的每張小圓桌設定為二人桌。每當情人節時，泥腳夫人都會聘請浮動的金色小天使向光臨的情侶們拋扔粉紅色的五彩紙屑。在第五輯小說《鳳凰會的密令》中，哈利與張秋於這裡慶祝情人節。

### 活米村郵局
活米村郵局（英語：Hogsmeade Post Office），郵局內至少有兩到三百隻貓頭鷹，從體型大的灰色烏林鴞至體型小到能站在掌心的角鴞（後者用於「僅限本地交付」），應有盡有。這些貓頭鷹負責向巫師世界的人們派送郵件，牠們能夠從彩色編碼的貨架上呼嘯而下，而貨架根據目的地之派送速度來進行不同的顏色編碼。

### 寫字人羽毛筆店
寫字人羽毛筆店（英語：Scrivenshaft's Quill Shop）售賣一系列的巫師文具，如各種羽毛筆、羊皮紙、信封、墨水和印章......等霍格華茲學生所需的文具用品。店內同時也有售賣彩虹墨水、或是超大羽毛筆等較特殊的商品，但往往當學生們想購買這些「特殊的」羽毛筆時，他們會比較偏好到桑科的惡作劇商店購買笑話羽毛筆或糖絲羽毛筆。妙麗於《鳳凰會的密令》在這裡購買了一支新的羽毛筆。

### 尖叫屋
尖叫屋（英語：Shrieking Shack）位於活米村郊區，跟活米村相距甚遠，它就在村莊上方的不遠處，其拉上式窗戶都以木板封了起來，屋外有一個植物長得過盛且雜草叢生的花園。它被形容為「即使在白天也有點讓人毛骨悚然」。尖叫屋透過埋藏於渾拚柳（Whomping Willow）下的秘道與霍格華茲相連，該植物是專門為了隱藏秘道而種植的，而進入渾拚柳樹下的洞就是進入尖叫屋的唯一途徑。尖叫屋的建造是為了讓作為狼人的路平教授在每月變身成為狼人期間可以躲藏起來，以免傷害其他同學或無辜的人。活米村的居民於路平教授住在那裡時都聽過路平教授的嚎叫聲，並誤認為那是某種暴力幽靈的嚎叫。這個傳聞於鄧不利多的推動並阻止任何人調查之下，使該處被傳出是英國鬧鬼得最凶屋子的謠言，官方也認為是英國最鬧鬼的建築。
在《阿兹卡班的逃犯》中，當天狼星·布萊克回到霍格華茲時，尖叫屋成為了該輯小說戲劇性結論的一部分，天狼星把榮恩和他的寵物老鼠斑斑拖到那裡，並打算殺掉斑斑，斑斑的真正身分被揭露為天狼星從前的朋友──化獸師彼得·佩迪魯，他因轉投佛地魔而背叛了哈利·波特的父母，把他們一家的行蹤洩露了，天狼星更因此而背上罪名而被判處終身監禁。
在《死神的聖物 (下)》，石內卜在尖叫屋裡被佛地魔及其蛇妖娜吉妮殺害。

### 三根掃帚旅館
三根掃帚旅館（英語：The Three Broomsticks）是位於活米村高街的著名旅館和酒吧。眾所周知，它最聞名的是居於酒吧樓上的美麗女主人──羅梅塔夫人（Madam Rosmerta），以及其美味的奶油啤酒。羅梅塔夫人通常都會在酒吧和前面或側面的房間的中工作。酒吧的後方有一個壁爐，上面有一家小旅館。儘管在《神秘的魔法石》中，海格曾提及到訪豬頭酒吧，然而三根掃帚酒吧是霍格華茲的學生和教職員最喜歡到的地方。那裡被形容為溫暖，煙霧繚繞、擁擠和嘈雜。這裡也是該系列中重要事件的發生場地，包括哈利於五年級時曾經在這裡接受麗塔·史譏的採訪。
酒吧最著名的除了奶油啤酒外，還有儘管似乎不適合學生飲用的火焰威士忌（firewhisky），正如榮恩於五年級時於豬頭酒吧裡提到的那樣，那裡還提供紫羅蘭水（gillywater），以及羅梅塔夫人的橡木熟成蜂蜜酒，和許多麻瓜飲料。

### 桑科的惡作劇商店
桑科的惡作劇商店（英語：Zonko's Joke Shop）的惡作劇和技巧「甚至可以實現弗雷和喬治最瘋狂的夢想」，當中包括：糞彈（Dungbombs）、打嗝糖（Hiccough Sweets）、青蛙產卵肥皂（Frog Spawn Soap）和咬鼻子茶杯（Nose-Biting Teacups）。
該商店於《混血王子的背叛》中關閉了，弗雷與喬治曾試圖購下這個地方來擴大他們於在活米村商店的版圖，但礙於霍格華茲大戰的黑暗時代即將來臨，他們否決了這個計劃。

## 政府所屬的地點

### 阿兹卡班監獄

在《鳳凰會的密令》中被破壞了的阿兹卡班監獄。

阿兹卡班監獄（英語：Azkaban Prisoner），簡稱阿兹卡班（Azkaban），是一所巫師的監獄，違反英國巫師世界法律的巫師或女巫都會被關押於這裡，而小說中也提到另一座這樣的監獄──紐蒙迦德監獄（Nurmengard）。
根據《混血王子的背叛》中的描述，阿兹卡班位於無邊際洶湧的北海中央，由催狂魔作為獄卒看守著。那裡非常陰暗，讓人生不如死。被關在阿茲卡班的巫師或女巫通常都是犯了極嚴竣的罪行，有許多囚犯於當中被折磨到發瘋，甚至死亡。然而，天狼星·布萊克指，當他以狗的化獸師形態從監禁了12年阿兹卡班逃脫後，他游到英國，然後向北前往霍格華茲。這意味著阿兹卡班的緯度低於蘇格蘭的霍格華茲。雖然小說中並沒有對阿兹卡班的外觀有詳細的描述，但提到若有囚犯於監獄中死亡時，他們會被埋葬於監獄以外的地方。在該系列的改編電影中，阿兹卡班是個三角柱形狀的高建築物，中間的位置有些地方空心。
許多阿兹卡班的囚犯都是佛地魔的支持者（被稱為食死人），儘管他們被誤解而導致其他人被監禁。例如，天狼星·布萊克在彼得·佩迪魯殺死了十幾個麻瓜後，佩迪魯偽造自己死亡的事實，並誣陷天狼星犯下這些罪行，讓他於未經審判下被監禁，直至他服刑12年後逃獄。兩年後，哈利因他施展了護法咒把自己和其表弟達力從催狂魔的攻擊中拯救出來而受到了關押於阿茲卡班的威脅。任何巫師或女巫對人類施展任何「不赦咒（Unforgivable Curses）」都會於阿兹卡班被強制判處終身監禁，然而正氣師（Aurors）在戰爭期間則不受此禁令限制。在整個系列中，某些角色都施展了不赦咒而沒有受到相應的懲罰。其他應入獄的罪行包括襲擊魔法部（例如在《鳳凰會的密令》中拘留的食死人）、擅自闖入魔法部（如《鳳凰會的密令》中的史特吉·包莫），以及作為未經註冊的化獸師和冒充陰屍。
阿兹卡班於整個系列中都以邪惡和恐懼的著稱，在該系列開始時提到，阿兹卡班隸屬於魔法部並由催狂魔看守著。催狂魔的大量存在使囚犯無法獲得快樂，並迫使他們不斷重溫其最糟糕的回憶，讓他們逐漸變得無助，並且經常使人變得嚴重精神錯亂。據天狼星所述，許多囚犯乾脆停止進食，最終死於飢餓，而他對此的推論是「他們失去了生存的意願」。由於催狂魔極難傷害──唯一對他們有效的魔咒是護法咒──直至天狼星越獄，阿兹卡班長久以來一直被認為是不可能逃脫的（儘管小巴提·柯羅奇曾經在父母的協助下越獄）；然而，鄧不利多稱若他想這樣做的話，他也可以突破阿兹卡班。
在《鳳凰會的密令》中，佛地魔的10名最忠誠和最危險的追隨者逃脫了，當中包括了貝拉·雷斯壯。鄧不利多總是直言不諱地宣稱以催狂魔去看守佛地魔最大的支持者是個錯誤，若佛地魔重新掌權後，它們就是最大得益者。鄧不利多的言論後來被證實是對的，因為當催狂魔從阿兹卡班撤離後，它們就跟佛地魔結盟，而阿兹卡班監獄仍然運作，但由於監獄長的反抗而使其有效性被大大地削弱。阿兹卡班監獄也有各種巫師守衛，他們大部分時間都在控制催狂魔，主要是監管日常的檢查並管理少數的監獄探訪的工作。在《死神的聖物》開始的時候，阿兹卡班爆發了另一次食死人的逃獄潮。佛地魔接管魔法部後，魔法部的叛逆者桃樂絲·恩不里居把許多政治犯送往阿兹卡班監獄，當中包括露娜·羅古德的父親──贊諾（Xenophilius Lovegood），以及佛地魔實施反麻瓜法時受到迫害的麻瓜出身巫師。所有受害者於佛地魔倒台後被釋放，而恩不里居跟其他在霍格華茲大戰中倖存下來的食死人都被關押在那裡。
隨著佛地魔滅亡後，金利·俠鉤帽停止於阿茲卡班使用催狂魔。。

### 美國魔法國會
美國魔法國會（英語：Magical Congress of the United States of America, 簡稱MACUSA），又稱美國魔法部，它是負責管理美國國內巫師世界人口的機構，由美國魔法國會主席所領導。它跟美國麻瓜國會所區分了眾議院和參議院有所不同，MACUSA是一院制的。它位於紐約市中心的鄔禾夫大樓內，大樓裡橫跨數百樓層。
紐特·斯卡曼德於電影《怪獸與牠們的產地》中參觀了這座建築物，當時他被波本蒂娜·「蒂娜」·金坦帶進來，原因是他在麻瓜雅各·科瓦爾斯基面前使用了魔法，威脅著巫師世界的保密法。

### 英國魔法部
英國魔法部（英語：Ministry of Magic）是英國魔法界政府的行政機關，它負責處理英國魔法世界任何大小事務，甚至某些部分牽涉到麻瓜的案件。它最早出現於《神秘的魔法石》中。
《哈利波特》系列的作者J.K.羅琳於一個訪問中表示，哈利·波特、榮恩·衛斯理和妙麗·格蘭傑三人於畢業後於魔法部任職不同崗位。

### 紐蒙迦德監獄
紐蒙迦德監獄（英語：Nurmengard Prisoner），簡稱紐蒙迦德，是由巫師蓋瑞·葛林戴華德建造來囚禁他的敵人及麻瓜的監獄。其入口以死神的聖物符號作為標記，以及「為了更大的利益」的傳說。在鄧不利多擊敗葛林戴華德後，監獄中的囚犯獲釋，而蓋瑞·葛林戴華德本人則被囚禁於最頂層的牢房裡。
紐蒙迦德監獄於最後一輯小說中也有提及，當時佛地魔到達監獄尋找葛林戴華德，以及有關接骨木魔杖的信息。在葛林戴華德拒絕向佛地魔提供任何信息時，佛地魔在葛林戴華德所建的監獄裡把他殺死。

### 聖蒙果魔法疾病與傷害醫院
聖蒙果魔法疾病與傷害醫院（英語：St Mungo's Hospital for Magical Maladies and Injuries），是哈利·波特世界內的醫院。這家醫院由著名的巫師治療師芒戈·博咸（Mungo Bonham）於17世紀初創立，它位於英國倫敦市中心，是英國魔法世界中最大的醫院，它的創立是為了治療巫師世界的魔法疾病、受傷及流行疾病而設。該醫院有時也會被簡稱為聖蒙果醫院（英語：St Mungo's Hospital）或是聖蒙果 (英語：St Mungo's)，而其標誌是由骨頭與魔杖交叉起來組成。
若霍格華茲的學生受傷的話，一般會先由該校的醫院側翼裡接受駐校的護士長龐芮夫人治療，然而若受傷比較嚴重的話，該學生就會被送到聖蒙果醫院那裡接受更好的治療。例如霍格華茲學生凱娣·貝爾在觸碰了一串帶有詛咒的項鍊後，她就被送進了聖蒙果醫院。若麻瓜中了魔咒的話，他們也有可能被送到聖蒙果醫院接受治療。在麻瓜眼中從外表看起來，這所醫院會偽裝成一間名為「清浸百貨公司（英語：Purge & Dowse Ltd）」的地方，那是一間由紅磚建成的舊式廢棄百貨公司，櫥窗內設有一個沾滿灰塵而且樣貌極醜的模特兒，必須隔著櫥窗跟她說「門巫」，並說明到訪目的，此時模特兒就會點頭，巫師們此時便可以穿透玻璃走進去。
聖蒙果醫院樓高六層，裡面的環境跟外在看到的完全相反，一切都非常潔淨和整潔，看起來就如麻瓜醫院無異。然而，若麻瓜走進那裡的話，裡面則是破爛且骯髒的建築物，百貨公司的上方掛了寫有「內部裝修，暫停營業」的牌子。醫院內裡的空間足以收治全英國的巫師患者，畢竟英國巫師人口比麻瓜人口要少得多。醫院內的醫務人員一般不會被稱作醫生，而是治療師（Healers），他們一般會穿著青檸般的綠色長袍。
醫院裡有許多巫師與女巫穿梭其中，這裡也是亞瑟·衛斯理於魔法部被佛地魔的蛇妖娜吉妮攻擊受傷後被送到的醫院；而麥教授則因魯霸·海格被迫逐出霍格華茲而被嚴重擊昏受傷所住的醫院；哈利·波特曾跟奈威·隆巴頓與他的祖母奧古斯塔·隆巴頓一起到那裡探望住在長期護理病房的隆巴頓父母。他們還在那裡找到他們的前任教授吉德羅·洛哈，他至今仍然受到其當年記憶咒反彈的影響而失憶。

### 國王十字車站
國王十字車站（King's Cross Station）是現實中的火車站，該車站是羅琳的《哈利波特》系列小說的標誌性建築物之一，當中那標誌的通道有時會因為遊客與哈利·波特的粉絲駐足拍照，或是他們嘗試推著行李車穿過牆壁而擠得水洩不通。此站是霍格華茲特快列車的起點，進入該站需要穿過9號月台與10號月台分隔磚牆中間的9¾月台，是麻瓜看不到的。
然而，現實中的9號月台及10號月台是位於主體分離的建築內，兩者並不是分隔一道牆，而是兩條鐵路。羅琳有意把這個地點選為車站的主體建築物，然而她於小說出版後發現自己把國王十字車站與尤斯頓車站的佈局混淆了，也弄錯了月台的編號，才造就成現在的模樣。在2001年的一次訪問中，她說自己把兩個車站混淆了，而事實上尤斯頓站的9號及10號月台也是以兩條鐵路分開的。
在哈利·波特電影的拍攝過程中，車站的場景是在主車站的4號及5號月台拍攝的，劇組把月台的號碼重新編號。《消失的密室》中使用了聖潘克拉斯車站的外景，因為劇組認為它的哥德式外觀比真正的國王十字車站的更讓人印象更深刻。當《神秘的魔法石》上映時，9號及10號月台外的地面上舖設了大型的標誌，顯示了「霍格華茲特快列車」的位置，然而該標誌在不久後被拆除了。國王十字車站的9號及10號月台所處的附屬建築裡，豎立著一個「9¾月台」的鑄鐵標誌，並在標誌的下方有一輛行李手推車半卡在牆內：該行李手推車接近通道的那半是可見的，而另一半似乎是穿過牆壁消失了。
國王十字車站於系列中扮演了關鍵的角色，同時亦是小說及電影系列中最後的場景。

#### 9¾月台

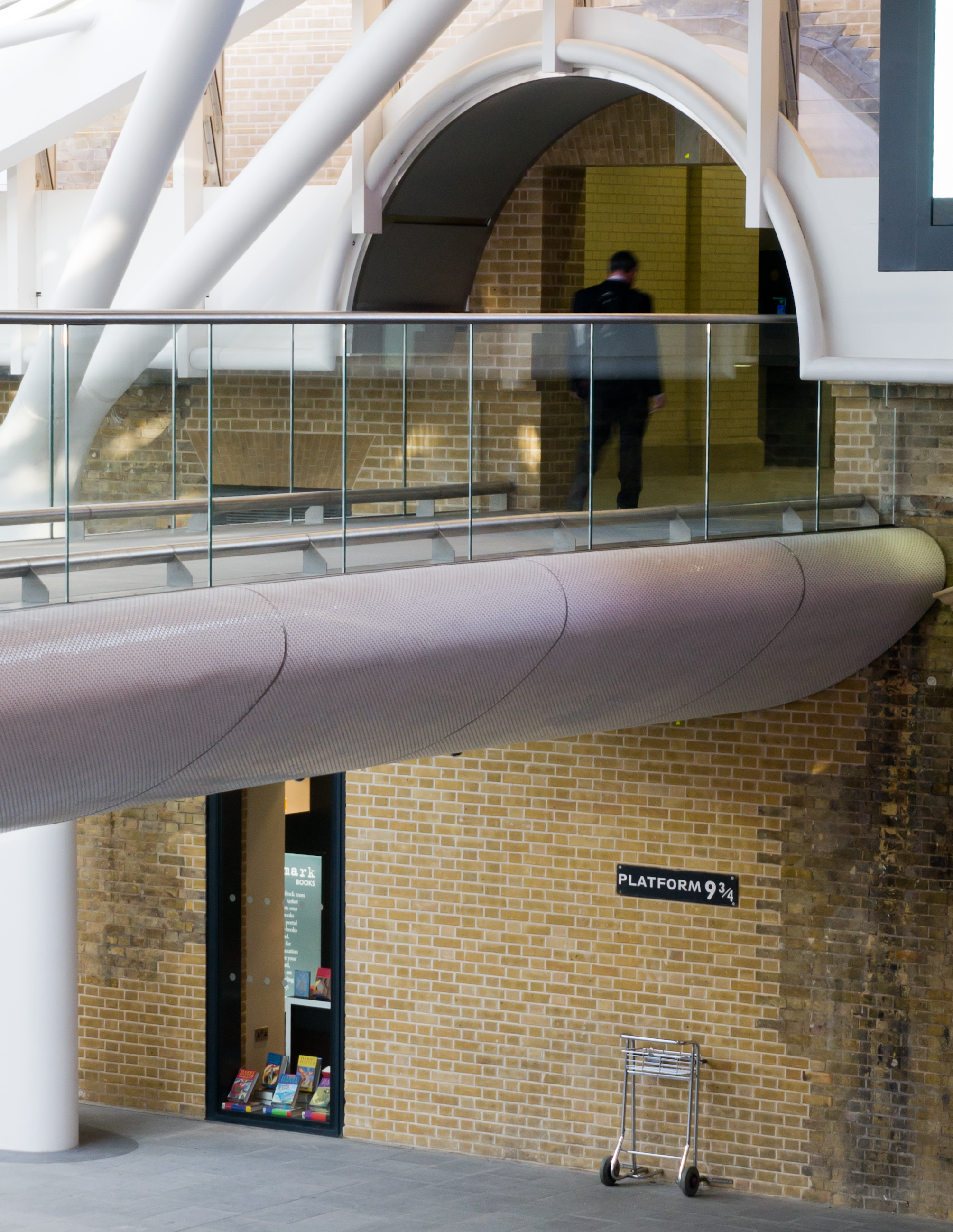
9¾月台的標誌位於國王十字車站的西翼離境大堂，靠近9號及10號月台，走向通往主樓的行人通道。

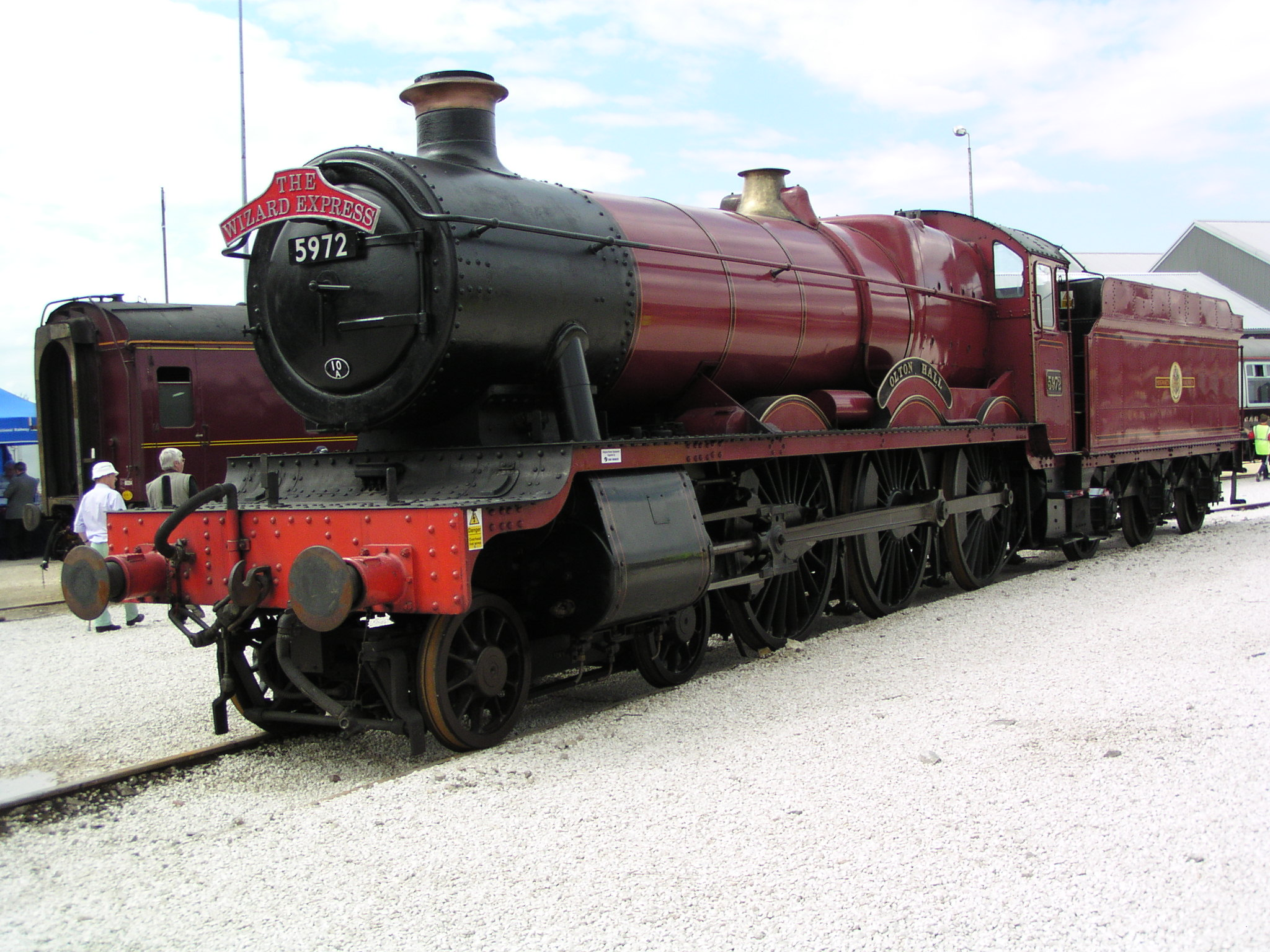
電影中使用GWR 4900 Class 5972 Olton Hall蒸汽火車來作為「霍格華茲特快列車」。

9¾月台（英語：Platform 9¾），是麻瓜從倫敦的國王十字車站乘搭霍格華茲特快列車的月台，它隱藏於視線之外，麻瓜是看不到的。巫師及女巫可穿過9號與10號月台之間的障礙物就能達到。
羅琳在小說出版後發現自己把國王十字車站與尤斯頓車站的佈局混淆了，而國王十字車站的9號及10號月台並非她希望把魔法月台設置的地方。現實中國王十字車站的9號與10號路線之間並沒有月台，為了解決這個問題，電影製片人於拍攝期間為4號與5號月台改成了9號和10號。現實中，國王十字車站及尤斯頓站的9號與10號月台由鐵路線分隔開。電影的外景鏡頭是攝於倫敦聖潘克拉斯萬麗酒店，那是聖潘克拉斯車站的一部分，毗鄰國王十字車站。從外面看來，聖潘克拉斯車站相比國王十字車站更具視覺戲劇性。
一塊描繪了假定位置的牌匾被設置於9號至11號月台之建築物的牆上，連同一輛半「卡」在牆內的行李手推車。在車站的大規模翻新工程中，它被臨時搬到了尤斯頓路的外牆，然後於2012年移至新的西部候車大堂。用作電影佈景的9¾月台鍛鐵製閘門現保存於大英鐵路博物館。隨著阿倫·烈卡文於2016年去世後不久，粉絲們在9¾月台上為該演員創建了一個紀念碑。
一間哈利波特主題商店也位於車站裡該牌匾的附近。